# Kirche St. Zeno (Bad Reichenhall)
Die römisch-katholische Pfarrkirche Sankt Zeno (auch: St.-Zeno-Kirche, früher: Münster St. Zeno) ist die größte Kirche der Stadt Bad Reichenhall in Bayern. Sie gilt als größte romanische Kirche Altbayerns.
Die heutige Pfarrkirche und frühere Klosterkirche steht unter Denkmalschutz und ist gemeinsam mit dem Kloster, dem Kreuzgang und dem Klostergarten unter der Nummer D-1-72-114-136 in die Bayerische Denkmalliste eingetragen.

## Lage
Kirche und Kloster waren namensgebend für die Gemeinde St. Zeno, die 1910 in die Stadt Bad Reichenhall eingemeindet wurde. Die Kirche steht an der heutigen Salzburger Straße und ist nicht geostet, sondern die Gebäudeachse zeigt nach Nordosten. Das gleichnamige Kloster St. Zeno schließt mit seinem Kreuzgang direkt an die östliche Längswand der Kirche an. Der Friedhof St. Zeno beginnt zwischen Kirche und Straße und erstreckt sich nördlich von Kirche und Kloster nordostwärts.

## Geschichte
Lange wurde angenommen, dass in St. Zeno die erste Kirche im Bad Reichenhaller Saalachtal stand. Heute steht fest, dass die um 790 erwähnte ecclesia ad salinas der Vorgängerbau der heutigen St.-Johannes-Spitalkirche in der Poststraße war. Nachdem die Erzbischöfe von Salzburg – nach einer Schenkung von Solequellen und Sudstätten durch Herzog Theodo an Erzbischof Rupert von Salzburg – auch wirtschaftliches Interesse am damaligen „Hall“ hatten, ließ Erzbischof Arn ab 810 im Nordosten der Stadt einen neuen Friedhof anlegen und eine Kirche bauen. Ein Besuch von Kaiser Karl dem Großen 803 in Salzburg, den Erzbischof Arn zu seiner Kaiserkrönung in Rom begleitet hatte, soll für den Kirchenbau eine wichtige Rolle gespielt haben. Die Wahl des Kirchenpatrons geht auf zweierlei zurück: Der Salzburger Erzbischof hatte auch eine enge Verbindung mit Karls drittem Sohn Pippin von Italien, der am 21. Mai 807 die Gebeine des heiligen Zeno in die neuerbaute Basilika San Zeno Maggiore in Verona überführt hatte, wobei Erzbischof Arn ebenfalls anwesend war. Zudem war der heilige Zeno Schutzpatron gegen Überflutungen. Auch deshalb fiel in einer Zeit, in der sich die Saalach bei Hochwasser über das gesamte heutige Stadtgebiet ausbreitete, es in eine weite Sumpflandschaft verwandelte und die Salzquellen gefährdete, die Wahl auf diesen Kirchenpatron.
Unter Erzbischof Konrad wurde das Augustiner-Chorherrenstift gegründet, das 1136 urkundlich bestätigt wurde. Durch die Bulle von Papst Lucius II. aus dem Jahr 1144 wurden die bestehenden Kirchen Reichenhalls und der näheren Umgebung (St. Johannes, Nonn, Kirchberg, Gmain, Marzoll und St. Blasius in der Plainburg) St. Zeno unterstellt. Papst Eugen III. weitete dies 1145 auch auf alle zukünftigen Kirchen in diesem Gebiet aus. Nach Umwandlung der Leutkirche in eine Klosterkirche bedurfte es einer neuen Pfarrkirche in der näheren Umgebung. Die Pfarrkirche St. Marien direkt neben der Klosterkirche wurde 1158 durch Erzbischof Eberhard I. geweiht.
Zur wirtschaftlichen Versorgung des Stifts dienten die Hofmark Froschham, die Erhöhung der Salzanteile auf bis zu 1/16 der gesamten Produktion sowie ein Weinberg bei Krems.

### Baugeschichte der Kirche

#### Neubau im 12. Jahrhundert

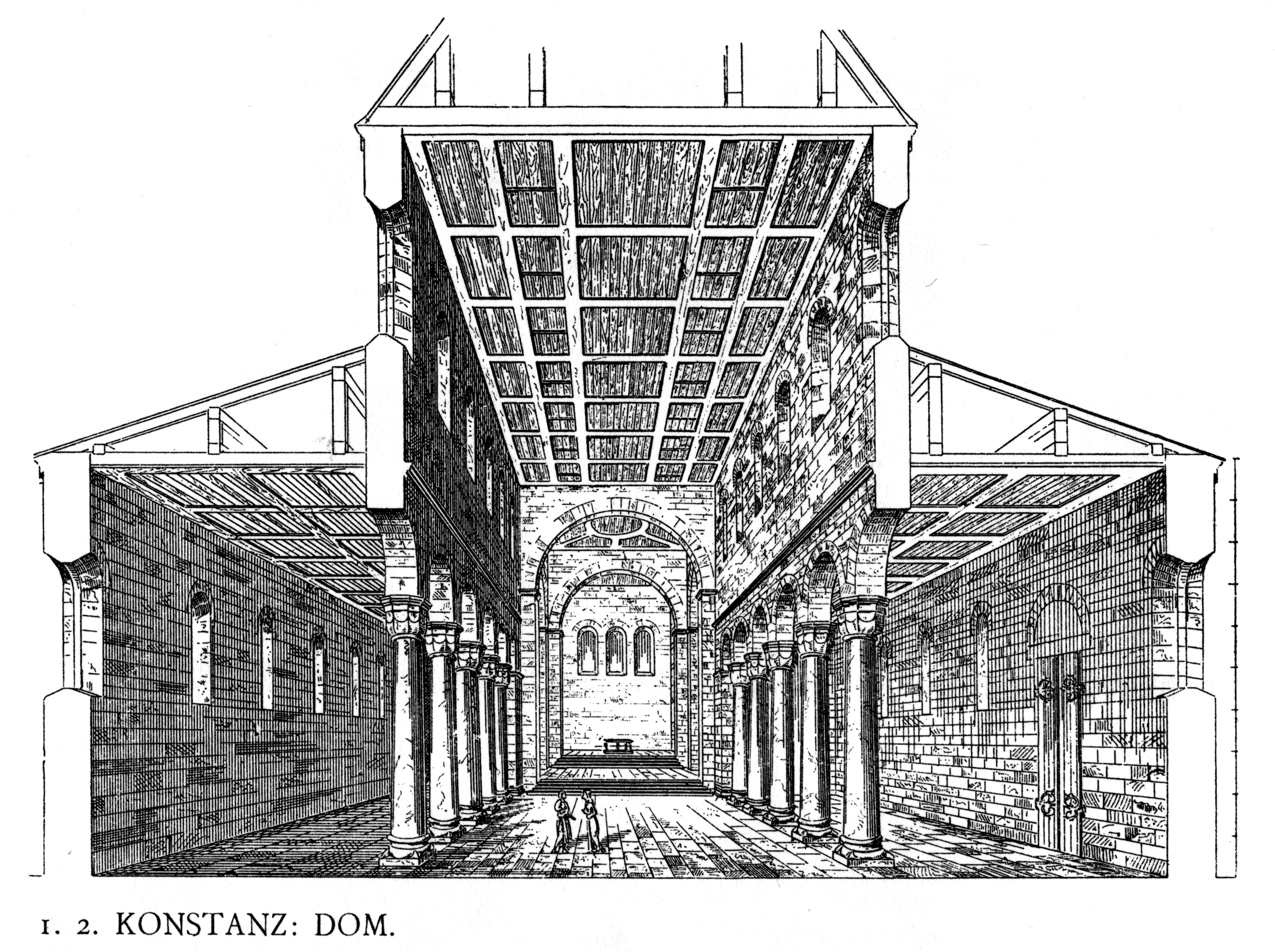
Romanische Basilika, so ähnlich sah das Innere von St. Zeno bis zum Brand im Jahre 1512 aus

Nachdem die Leutkirche in St. Zeno in eine Klosterkirche umgewandelt und eine neue Pfarrkirche errichtet worden war, die 1158 geweiht wurde, sollte auch eine neue Klosterkirche gebaut werden. Die örtliche Lage der Propstei, des Kreuzganges und der Klostergebäude legte nahe, die Kirche in deutlich kleineren Ausmaßen zu planen. Der gleichzeitig entstehende Bau des Augustiner-Chorherrenstifts in Berchtesgaden war vielleicht der Grund dafür, dass die Reichenhaller Bürger Mitte des 12. Jahrhunderts eine jährliche Salzabgabe stifteten, „damit der Bau der Kirche vollkommener und würdiger errichtet werde.“ Frühere Pläne wurden fallengelassen und man fasste einen Großbau ins Auge.
Um 1150 wurde im Osten und im Westen gleichzeitig mit dem Bau begonnen. Mit dem Chorraum sollte dem Konvent möglichst bald ein Raum für Gottesdienste und das Chorgebet zur Verfügung stehen und im Westen Portalzone, Turm und Propstkapelle errichtet werden. In den 60er-Jahren des 12. Jahrhunderts kam der Bau ins Stocken. In der langen Regierungszeit Propst Adelhards und vielleicht auch durch die Unterstützung von Kaiser Friedrich Barbarossa wurde der Bau wieder aufgenommen. Am 25. Oktober 1190 weihte Erzbischof Adalbert von Salzburg die innere Kapelle zu Ehren der heiligen Augustinus, Benedikt und Gregor. Sie schloss im Osten mit dem südlichen Seitenschiff ab. Der Kreuzgang wurde damals in der heutigen Form, allerdings mit romanischen Holzflachdecken, ausgebaut und mit einem Relief Kaiser Friedrich Barbarossas geschmückt.
1208 konnte Erzbischof Eberhard die Propstkapelle und 1228 in Anwesenheit der Bischöfe Karl von Seckau und Ulrich von Lavant die Kirche konsekrieren. Der Bau war eine dreischiffige Basilika mit einem Turm – ein zweiter war geplant, die Bauarbeiten kamen jedoch nie über das Fundament hinaus –, der Portalzone mit Portalvorbau und drei flach gedeckten Schiffen im klassischen romanischen Breitenverhältnis 1 : 2 : 1, die durch die Obergadenfenster des Mittelschiffs und die Fenster der Seitenschiffe beleuchtet wurden. Im westlichen Teil des südlichen Seitenschiffs befand sich die Propstkapelle, für die die Höhe des Seitenschiffs für zwei Joche um etwa die Hälfte, welche die gesamte Breite des Mittelschiffs einnahm. Sie war entweder vom Mittelschiff oder von den Seitenschiffen aus zugänglich. Nach Untersuchungen des Baus in den Jahren 1973 und 1974 ist bekannt, dass es auf Höhe des Chors auch einen Querbau gab, der dreieinhalb Meter über die Flucht der Seitenschiffe vorsprang und jeweils südlich und nördlich des Mittelschiffs einen Innenraum von 10 × 13 Metern umschloss. Diese Räume fügten sich nach Osten den Seitenapsiden an und trugen im Obergeschoss Emporen, die vermutlich liturgischen Zwecken dienten und mit einem Altar ausgestattet waren. Durch diesen Querbau fällt St. Zeno mit starken oberitalienischen Einflüssen aus dem Schema der altbayerischen Basiliken heraus.

#### Renovierung und Gotisierung nach dem Brand 1512

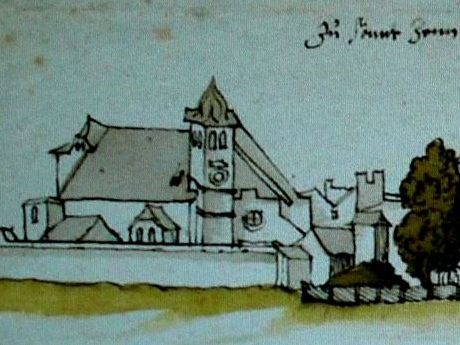
Philipp Apian: „Sanct Zenn“, schon 2. H. 16. Jh. alle drei Langhausschiffe unter einem Dach ohne Obergaden

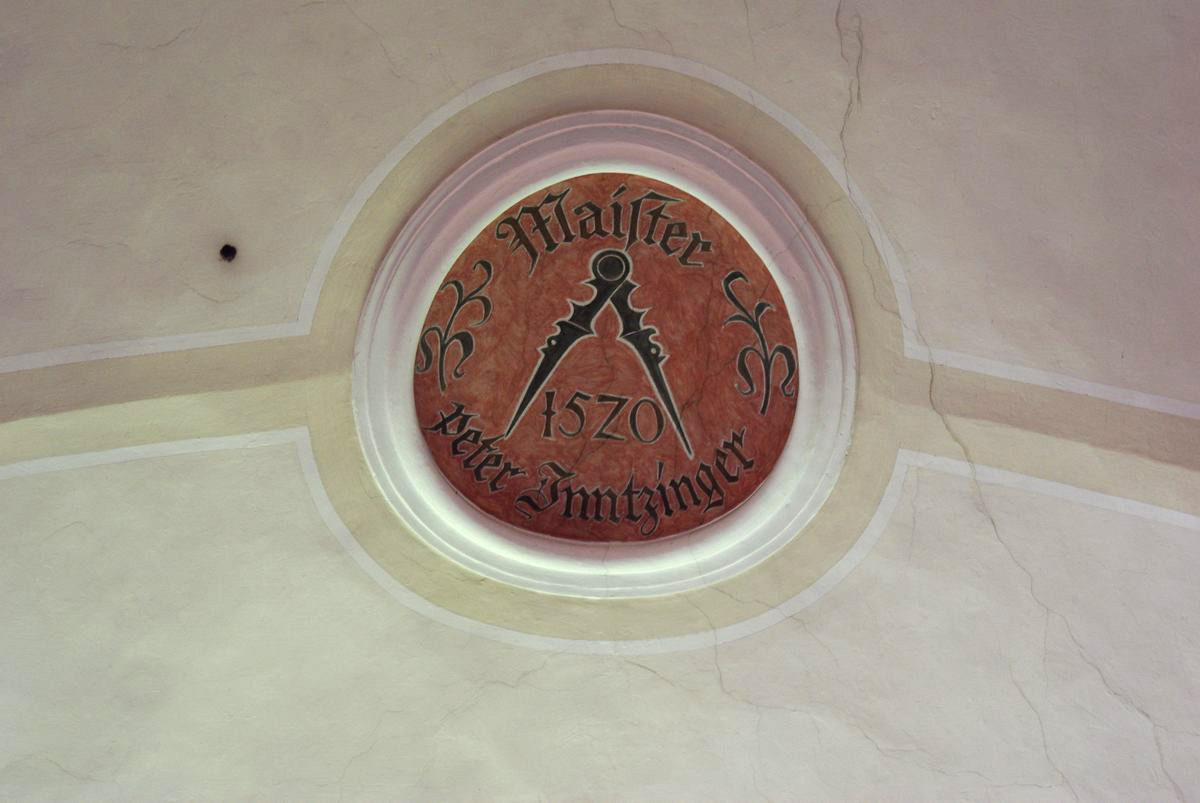
Medaillon im Gewölbe: Maister Peter Inntzinger, Baumeister des Wiederaufbaus nach 1512

Die Renovierungsarbeiten nach einem verheerenden Brand am 5. Juli 1512 veränderten den Bau nachhaltig. Die Wiederherstellung mit Veränderungen leitete Baumeister Peter Inntzinger aus Salzburg. Das abgebrannte Satteldach des Turmes wurde durch eine Kuppel mit vier Ecktürmchen ersetzt, der Portalvorbau entfernt und die heute noch vorhandene Vorhalle errichtet. Im Inneren wurden die heutigen Gewölbe eingezogen. So verloren die Obergaden ihre Funktion, denn sie liegen seither über der Stichkappentonne des Mittelschiffs und verschwanden schon damals unter einem alle drei Schiffe des Langhauses überspannenden Dach. Die bisherigen Stützen, Pfeiler und Säulen wurden ummantelt, um ihre Stabilität zu verbessern. Die Gewölbe im Mittel- und in den Seitenschiffen schmückte man mit einer gotischen Netzfiguration. Die Propstkapelle wurde erweitert, die Krypta aufgelassen und verfüllt und der Chorraum zweifach abgetreppt. Der Querbau an den Emporen wurde abgetragen, die Seitenschiffe wurden gerade geschlossen. An das nördliche Seitenschiff wurde im Osten eine Sakristei angebaut und ein wesentlicher Teil als Allerseelenkapelle eingerichtet. Im 15. Jahrhundert wurde zusätzlich ein Lettner erwähnt, der durch die Auflassung der Krypta ebenfalls versetzt oder völlig neu gebaut wurde. Am 15. und 16. Juli 1520 weihte der Chiemseer Bischof Berthold Pürstinger die Kirche und 15 neue Altäre, da die gesamte Inneneinrichtung ein Raub der Flammen geworden war. So zog mit Taufstein, Kanzel und Chorgestühl die Frührenaissance in die Kirche ein. Der Bad Reichhaller Stadtarchivar und Kulturwissenschaftler Johannes Lang kennzeichnete in seiner 2001 angenommenen und seit 2015 auch online verfügbaren Dissertation Das Augustinerchorherrenstift St. Zeno in Reichenhall die Maßnahmen mit dem Satz: „Die Basilika wurde zur Staffelhalle umgestaltet“. Dabei entspricht die Wortwahl „Staffelhalle“ der Auffassung Günther Bindings, die Begriffe Staffelhalle und Pseudobasilika seien synonym.

#### Barockisierung im 17. Jahrhundert
Ab 1647 begann unter Propst Bernhard I. Piscator mit dem Abbruch des Lettners und der Errichtung eines 13 Meter hohen Säulenaltars die Barockisierung, wie sie sein Vorgänger bereits in den Filialkirchen St. Johannes und St. Ägidien hatte durchführen lassen. Der Nachfolger Bernhards I., Bernhard II. Rottenwalder, setzte die Barockisierung konsequent fort. 1658 wurden „etliche“ der 24 Altäre der Kirche entfernt, 1663 zwei weitere abgetragen und vier neue errichtet. In diese Zeit fallen auch die Neuordnung des Chorgestühls und die Errichtung der Chororgeln an den Ecksäulen des Chorbereichs. 1672 wurde durch Finanzierung der Froschhamer Zunft in der Allerseelenkapelle ebenfalls ein neuer Altar erbaut. 1696 sollen zwei weitere Altäre errichtet worden sein. Alle Altäre dieser Zeit waren Wandaltäre, standen an den Wänden und Stirnseiten der Seitenschiffe und entsprachen dem schwarz-goldenen Stil des Salzburger Raumes. Einer dieser Altäre steht heute in der Pfarrkirche in Deining.

#### Turmerhöhung und Rokoko im 18. Jahrhundert

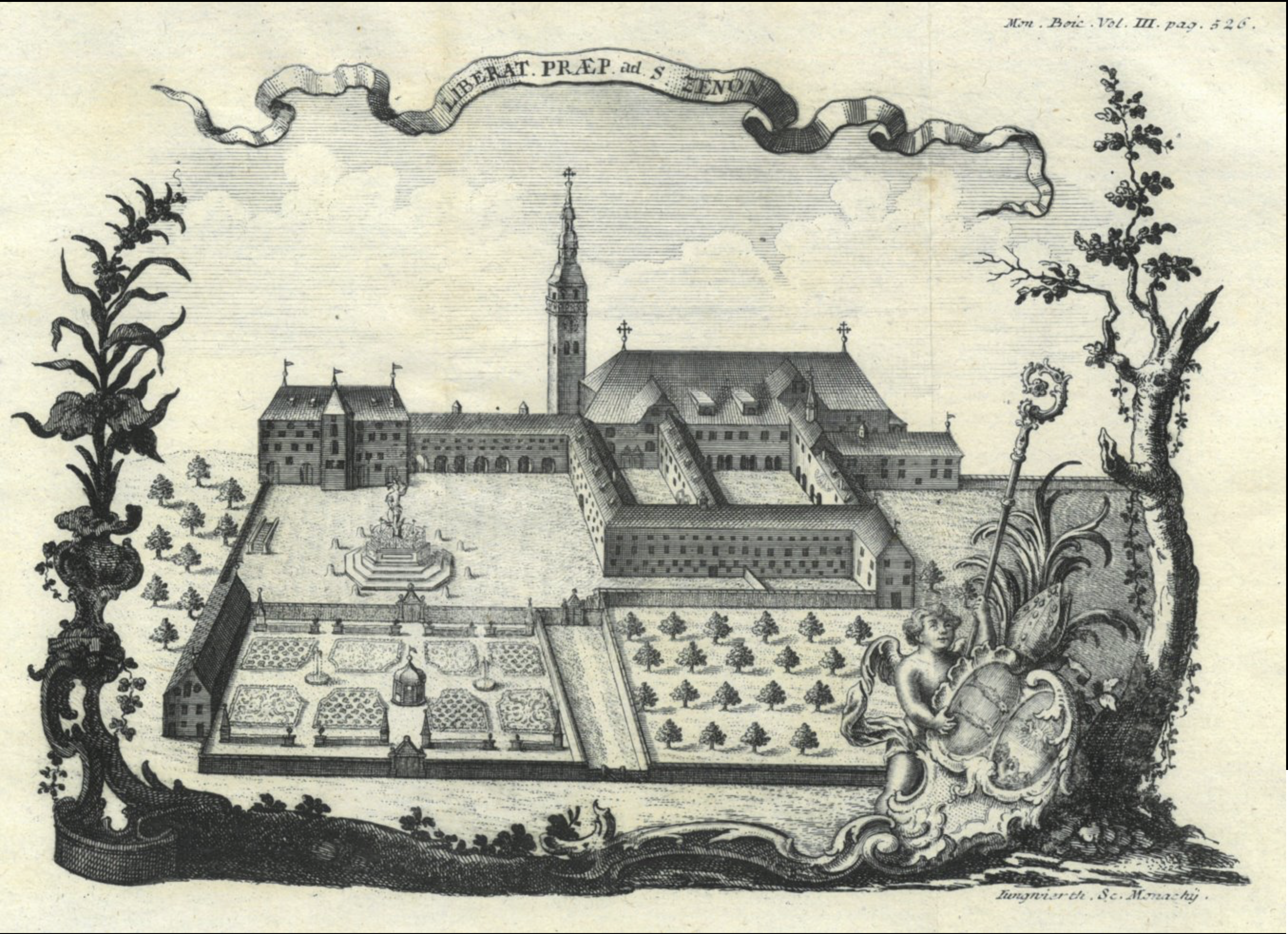
Fr. X. Jungwirth 1784, ein Dach vom Mittelschiff bis zum Kreuzgang, kein Obergaden

Propst Bernhard II. setzte nicht nur die Barockisierung des Innenraums fort, er nahm auch Einfluss auf das äußere Erscheinungsbild der Kirche. Unter seiner Führung wurde der Turm erhöht und der Turmhelm neu gestaltet. Die Form des Turms orientiert sich an den Türmen Graubündner Baumeister, die Baumaßnahmen wurden zum Teil aus dem Vermögen der Filialkirchen St. Pankraz und St. Valentin finanziert.
Unter Propst Floridus I. Penker wurde 1745 der Innenraum mit Stuck und Farbe in „rauschendes Rokoko“ verwandelt. Propst Floridus ließ zudem vier Renaissancealtäre abbrechen und durch Stuckaltäre ersetzen.
Der Brand von 1789 betraf hauptsächlich den Turm und den Dachstuhl der Kirche. Der Turm bekam ein Notdach, das er bis zur Reromanisierung im 19. Jahrhundert behielt.

#### Säkularisation
Im Zuge der Säkularisation wurde das Augustinerchorherrenstift St. Zeno 1803 aufgehoben, das bewegliche Inventar der Kirche beschlagnahmt, versteigert und „verschleudert“. Obwohl bereits für die staatlichen Gemäldesammlungen ausgewählt, kam es nicht zu einem Abtransport der von Herzog Wilhelm IV. 1516 gestifteten gotischen Tafeln sowie des Hochaltarbildes von Ulrich Loth um 1647.

#### Reromanisierung im 19. Jahrhundert

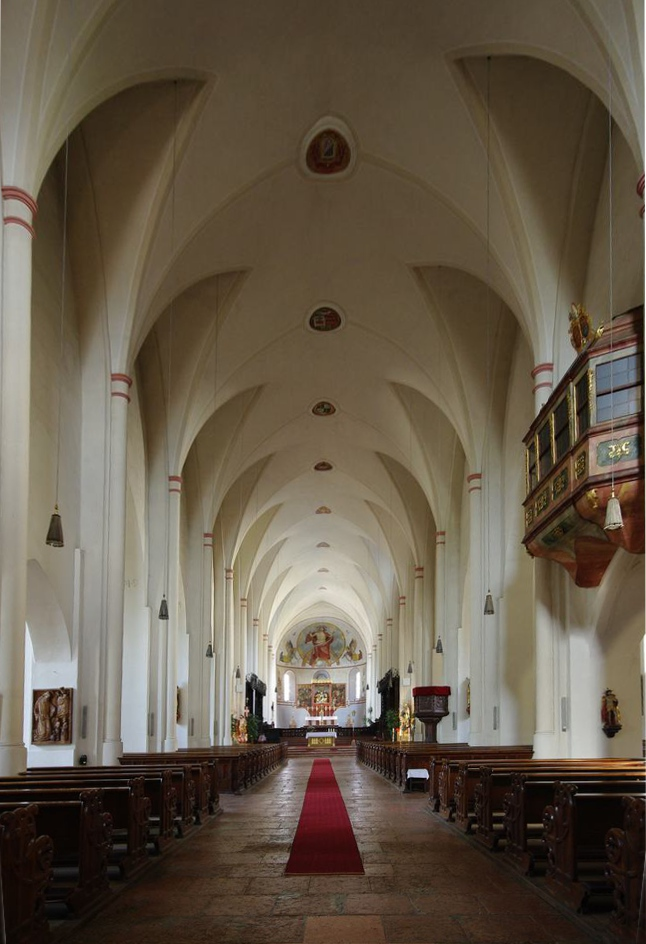
Mittelschiff des Langhauses, keine Obergaden-Belichtung, Stichkappentonne heute ohne Rippen oder Stuck

Unter den Pfarrern Franz Leopold Freiherr von Leonrod (1859–1867) und Anton Thoma (1867–1879) erfolgten schwerste Eingriffe in die Innenausstattung der Kirche. Bestärkt durch den königlichen Baubeamten Carl Bernatz plante Leonrod eine völlige Reromanisierung. 1859 wurden die rückwärtigen Altäre neben dem Eingang abgebrochen, das Gitter wurde von der Mitte der Kirche nach hinten versetzt. 1860 erfolgte die Verlegung der Chororgel auf die Orgelempore und 1864 wurden neue Betstühle und ein Speisgitter errichtet. 1865 wurde der Stuck abgeschlagen, der Hochaltar entfernt, Gewölbe und Pfeiler wurden neu getüncht, die alten Kreuzwegbilder neu gerahmt und die drei romanischen Fenster der Apsis geöffnet. 1866 baute Anselm Sickinger eine neue Kanzeltreppe ein, man plante die Rosette in der Westfassade und neue Fenster im Alexiuschor. 1867 wurden neue Beichtstühle angeschafft. Unterstützung für seine vehemente Reromanisierung erhielt Leonrod von König Ludwig I. und August Sighart aus München.
Von Leonrods Nachfolger, Anton Thoma, gab den Plan zur Reromanisierung mit Fresken auf Goldgrund in der Apsis und einem romanischen Tischaltar auf, er räumte einer Regotisierung den Vorzug ein. Die erste Maßnahme unter Thoma war 1871 die Neupflasterung der Kirche mit Adneter Marmor. Den neun Meter hohen und gut fünf Meter breiten neugotischen Hochaltar nach einem Entwurf von Karl von Leimbach führte Anselm Sickinger 1872 kurz vor seinem Tod aus. Ein großer Teil der Anschaffungskosten wurde durch eine Spende von Gräfin Maria von Dietrichstein, den Verkauf des bisherigen barocken Hochaltars und einen Staatszuschuss finanziert. Es folgten weitere Ältäre, die sich zum Teil noch in der Kirche befinden. Den Josefsaltar von Johann Marggraf aus München stiftete Freiherr Karl Karg von Bebenburg, den Herz-Jesu-Altar von Adalbert Sickinger, dem Sohn Anselm Sickingers, Gräfin Maria von Dietrichstein. Beide Altäre wurden 1876 aufgestellt. Der 1877 aufgestellte Altar der Froschhamer Zunft und der Antoniusaltar aus dem gleichen Jahr stammen ebenfalls von Adalbert Sickinger. Zwei barocke Seitenaltäre wurden verkauft, im Gegenzug wurde Zubehör für die neuen Altäre angeschafft.
Das Landbauamt führte im Rahmen der staatlichen Baupflicht zwischen 1868 und 1881 mehrere Maßnahmen in der St.-Zeno-Kirche durch. Die Kirche, die Vorhalle, die Stufen und Türschwellen wurden neu gepflastert, die Vorhalle mit Portal und Einwölbung restauriert und neu mit Schiefer eingedeckt, das Tor und das Oberlicht erneuert. Die Dächer der Kirche, der Sakristei und des Turmes wurden neu eingedeckt, das Äußere wurde neu verputzt, die Gestaltung von Fassade und Turm geschah in romanischem Stil. Geplant, aber nicht ausgeführt wurden die Renovierung des nördlichen Seitenportals, die Wiederanbringung der gotischen Gewölberippen und die Ausmalung der Kirche. Ebenfalls nicht ausgeführt wurde der Plan des Pfarramtes, eine Gruft im Boden des Hauptportals anzulegen. 1882 ließ Pfarrer Johann Nepomuk Doff ein Betzimmer mit drei Fenstern im Renaissancestil an der Südseite des Chors anbauen.

#### Neueindeckung 1911

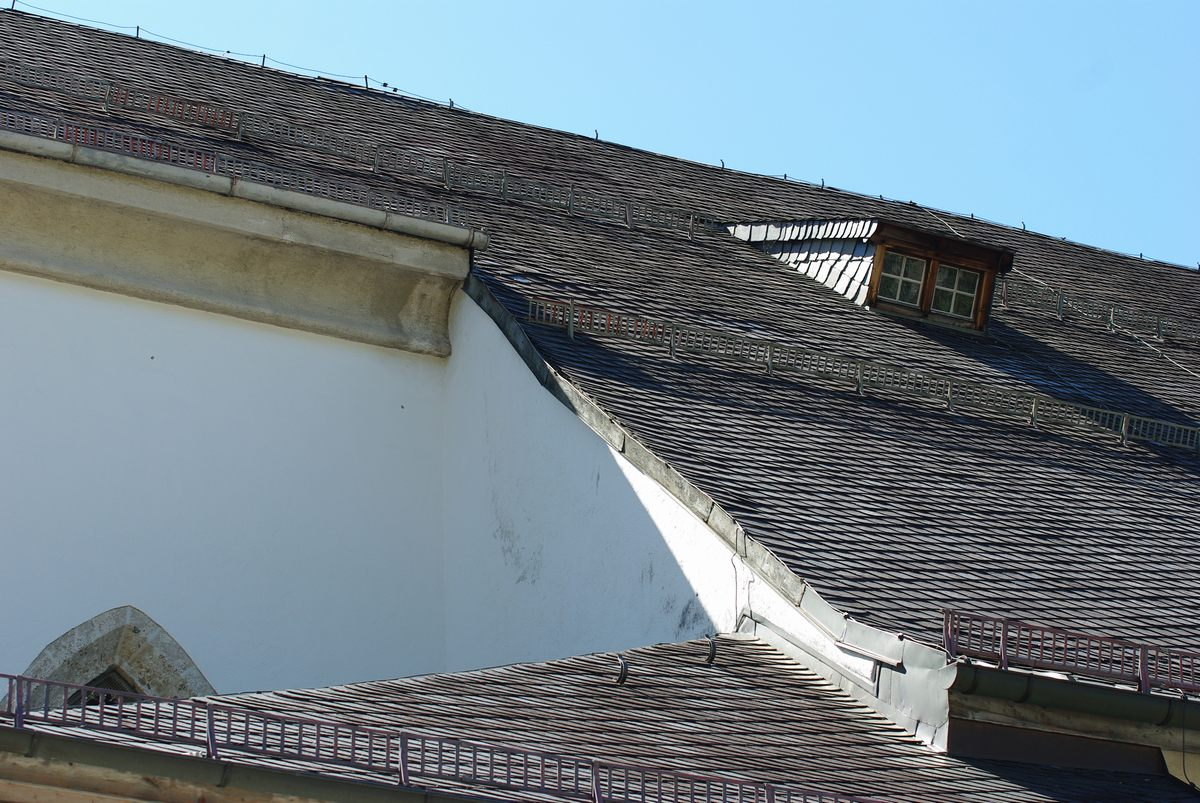
Links einschiffiger Chor mit Gesims, rechts dreischiffiges Langhaus mit Gesamtdach von 1911

Der folgenschwerste Eingriff in das äußere Erscheinungsbild der Kirche geschah 1911 unter Federführung des Generalkonservators Georg Hager und der Aufsicht des Landesbauamtes Traunstein. Das Münster wurde wieder mit einem Gesamtdach versehen, wodurch die Anlage wie schon von 1520 bis 1860 keinen Hinweis mehr auf ihre Vergangenheit als Basilika sehen lässt. Diese Maßnahme wurde gegen erheblichen Widerstand lokaler und überregionaler weltlicher und kirchlicher Kreise durchgeführt.

#### Neugestaltung im 20. Jahrhundert
Mit der Neueindeckung 1911 wurde der Innenraum der Kirche (Gewölbe, Wände und Pfeiler) einschließlich des Chors in einem einheitlichen Kalkweiß getüncht. Lediglich die aus der Zeit des Barock stammende Prälatenloge und das Orgelgehäuse blieben davon verschont.
Kurz nach seinem Amtsantritt 1931 veranlasste dieses „trostlose Erscheinungsbild“ den Pfarrer Eugen Abele, erste Umgestaltungsmaßnahmen durchzuführen. 1933 wurde der Innenraum farbig getüncht, die großen historischen Holzmedaillons im Gewölbe wurden restauriert und Ergänzungen im Chorbereich durchgeführt. 1935 malte Oskar Martin die Apsis aus, die Kosten in Höhe von 5000 RM trug die Berliner Staatskanzlei. 1936 wurde ein neuer Altar mit der Marienkrönung und den Assistenzfiguren Barbara und Katharina aufgestellt, den bisherige Altar erhielt 1937 die Diasporagemeinde in Schwarzenbach an der Saale.
Das Volk unterm Kreuz von Max von Poosch aus Wien von 1934, das Bruder-Konrad-Relief von Martin Raab aus Bad Aibling von 1935, die Wiederherstellung der Grabkapelle samt Altar der Froschhamer Zunft, die Restaurierung der Kreuzwegstationen, die großen barocken Leuchter, die neugotischen Sanctusleuchter von Schlee, Ehegartner und Dannegger, die Pietà von Paul Scheurle aus München von 1938 sowie die Engelbilder des Taufsteins von Max Poosch von 1943 sind weitere Änderungen und Neuanschaffungen aus der Zeit Abeles.
Pfarrer Eduard Zeller gestaltete den heutigen spätgotischen Flügelaltar unter Einbeziehung der von Herzog Wilhelm IV. gestifteten Tafeln, stiftete einen Bronzetabernakel und ließ die damit verdeckten Fresken mit Darstellungen der Heiligen Zeno und Rupert übertünchen.

#### Renovierung und Gesamtsanierung zwischen 1967 und 1994

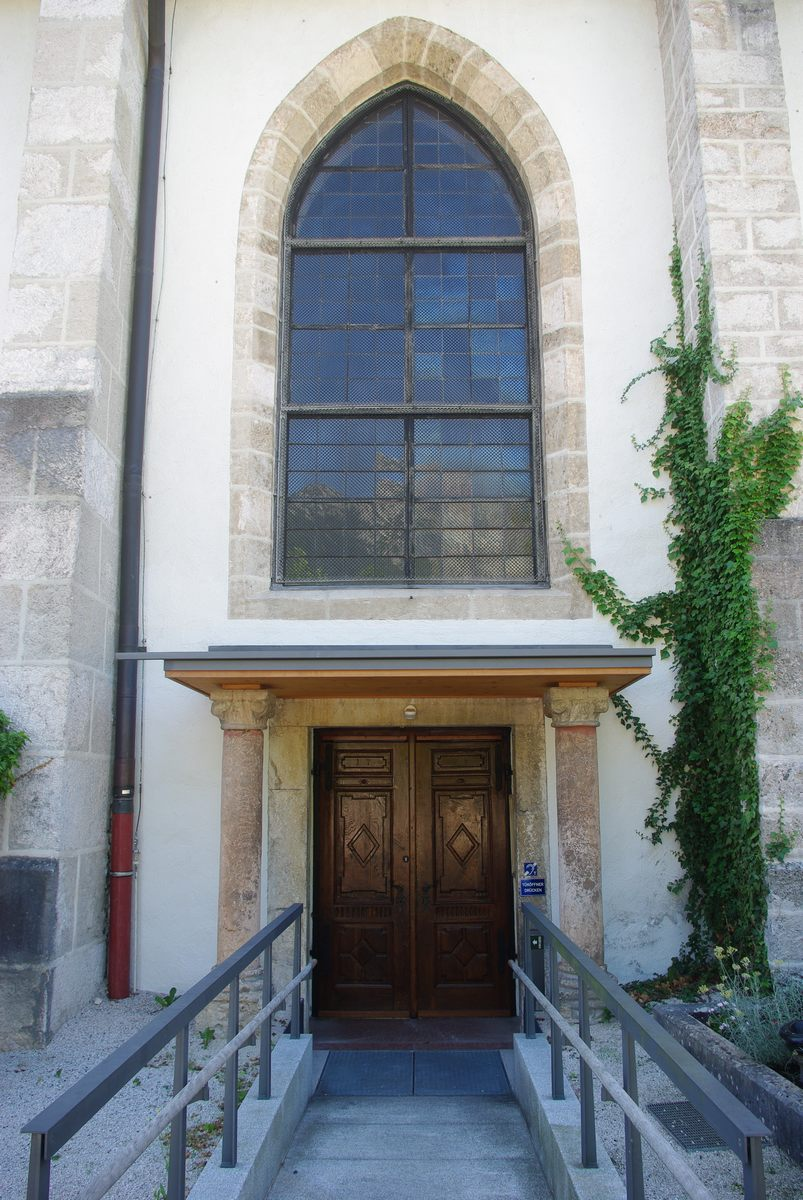
Nordportal mit Rampe für behindertengerechten Zugang

1967 wurde der Innenraum durch den Bad Reichenhaller Kirchenmaler Georg Gschwendtner gründlich renoviert. 1973 und 1974 wurden der Turm und die Außenmauern restauriert, der Putz wurde erneuert und größere Mauerrisse wurden beseitigt. Pfarrer Josef Otter ließ die Grab- bzw. Armenseelenkapelle in eine Werktagskapelle umgestalten. Im Jahr 1985 wurde der Turm saniert und mit einer Steigleitung ausgestattet, damit im Falle eines Brandes des Turmes oder des Kirchendachs Löschwasser auf einfachem Wege nach oben gebracht werden kann.
Zwischen 1993 und 1994 erfolgte eine bauliche Gesamtsanierung zur Beseitigung der Mauerrisse und Gewölbeschäden einschließlich der Erneuerung der gesamten Raumschale. Dem Engagement des Reichenhallers Anton Schmidberger ist es zu verdanken, dass die notwendigen Stabilisierungsanker oberhalb der Gewölbe angebracht wurden und nicht, wie er sagte, „wie eine Wäschaufhäng“ sichtbar innerhalb der Kirche.

#### Behindertengerechter Zugang
2014 konnte am westlichen Seiteneingang ein barrierefreier Zugang verwirklicht werden, der teilweise durch Spenden finanziert wurde. Dafür wurden außen und innen Rampen eingebaut und für die Tür ein elektrischer Öffnungsmechanismus angebracht.

## Beschreibung

### Äußeres

#### Kirchengebäude

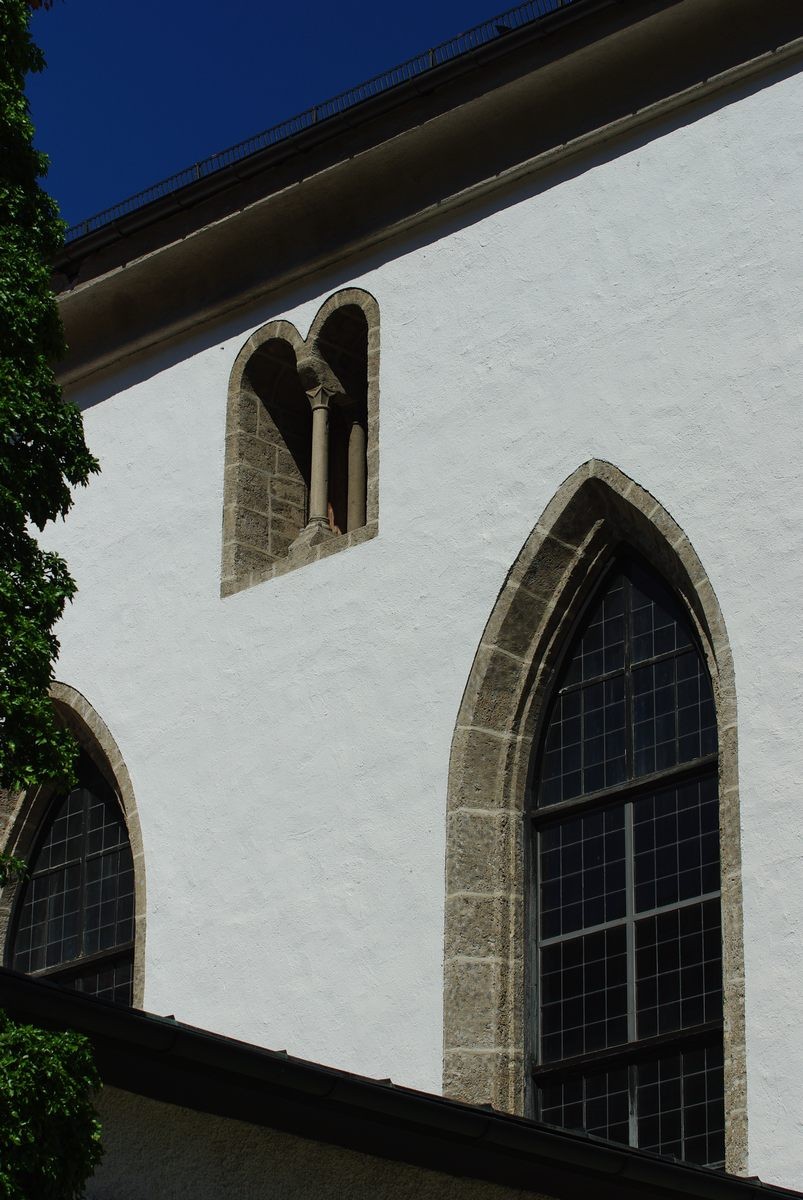
Romanisches Fenster am Chor

Die Basilika ist mit dem Portalvorbau 90 Meter lang und 30 Meter breit. Die Gewölbe sind 16 Meter hoch, der Turm 48 Meter. Nachdem im Zuge einer Renovierung 1911 ein gemeinsames Dach über alle drei Kirchenschiffe errichtet wurde, erscheint die Kirche von außen nicht mehr als Basilika. Ihr wuchtiger Baukörper dominiert aber die gesamte (früher ländliche) Umgebung.
Die Westfassade mit Rosette, den Bogenfriesen und dem Kreuz sowie der Portalvorbau mit den gleichen Friesen und dem Pultdach stammen von einer Renovierung in der zweiten Hälfte des 19. Jahrhunderts.
Die Nordfassade weist im Seitenschiff fünf und im Chorbereich zwei Fenster mit unterschiedlicher Breite und Höhe auf, die Öffnungen stammen vom Umbau nach dem Brand im Jahr 1512. Die drei Strebepfeiler und der Nordeingang wurden in der zweiten Hälfte des 19. Jahrhunderts angebracht. An den geraden Abschluss des Seitenschiffs ist die spätgotische Sakristei mit einem Nord- und zwei Westfenstern angebaut. An der Nahtstelle der östlichen Abschlusswand und dem westlichen Chorfenster ist der Abbruch des ursprünglich weiterführenden Seitenschiffs bzw. dessen Einmündung in das Querschiff mit den Emporen im Obergeschoss zu erkennen, von denen aus das gekuppelte romanische Fenster über den späteren Chorfenstern die Verbindung mit dem Altarraum herstellte.
An der Ecke von Mittelschiff und östlichem Chorabschluss steht ein dreifach gestufter Stützpfeiler vom Anfang des 16. Jahrhunderts, in die Ostwand des Chores sind oben neben dem neuen Dachansatz der Apsis zwei Rundfenster eingelassen.
Die Apsis stammt aus der zweiten Hälfte des 12. Jahrhunderts und ist durch drei Fenster sowie Lisenen und einem Rundbogenfries, mit Rundstab profiliert auf abgeschrägten Konsolen, gegliedert. Die Konsole in der Mitte zeigt einen Menschenkopf, im linken Feld ist es ein Tierkopf mit gefletschten Zähnen und im rechten ein Vogel. Im Sockelbereich befinden sich zwei – ursprünglich drei – verschlossene Öffnungen, die der Beleuchtung der später verfüllten Krypta dienten.
Die Südfassade hat acht Fenster, vier im Chorbereich und vier im Seitenschiff, ebenfalls in unterschiedlicher Höhe und Breite. Sie richten sich nach den Erfordernissen des Innenraums und auf der Südseite speziell nach den dortigen Bauten früherer Propsteigebäude und des Klosters. Die Abfolge ähnelt der an der Nordfassade, im Chorbereich gab es stärkere Eingriffe durch den Ausbau des Oratoriums gegen Ende des 19. Jahrhunderts. Wie auf der Nordseite verband auch dort ein gekuppeltes romanisches Fenster über den gotischen Chorfenstern die südliche Empore im Querhaus mit dem Altarraum.
Vom Kloster aus führten zwei Eingänge in die Kirche, einer im Osten vom Kreuzgang in den Chor und einer im Westen.

#### Kirchturm

Kirchturm

Der 48 Meter hohe Turm steht an der Südwestseite der Kirche, links vom Hauptportal. Nach dem Brand am 5. Juli 1512 wurde das Satteldach des Turms durch eine hochgezogene Kuppel mit vier Ecktürmchen ersetzt. Unter Propst Bernhard II. wurde 1673 der Turm erhöht und der Turmhelm neu gestaltet, die vermögenden Filialkirchen St. Pankraz und St. Valentin mussten dazu ein Darlehen in Höhe von 1000 bzw. 500 Gulden geben. Die neue Form nahm Anleihen bei den Türmen der Meister Zuccalli, Antonio Rivas und Lorenzo Sciascia aus Graubünden. Nach einem erneuten Brand 1789, der hauptsächlich den Turm und den Dachstuhl der Kirche betraf, erhielt der Turm ein Notdach, das erst zwischen 1868 und 1881 in die heutige, neuromanische Form gebracht wurde.
Gestaltet ist der Turm mit neuromanischen Bogenfriesen, den Schallöffnungen und dem schiefergedeckten Pyramidendach aus dem 19. Jahrhundert. Der Turm ist unterhalb der Schallöffnungen im Mauerwerk noch romanisch aus dem 12. Jahrhundert und zeigt durch die acht vermauerten alten Schallöffnungen im oberen und die schmalen Schlitze im unteren Teil eine bescheidene Gliederung. Sie lässt den Turm mehr als wuchtigen, geschlossenen Baukörper erscheinen.
Der Bau des geplanten zweiten Turms wurde nie begonnen, heute sind nur noch Mauerstümpfe der Nord- und Ostwand erkennbar.

### Inneres

#### Vorhalle
Die Vorhalle wurde nach dem Brand vom 5. Juli 1512 errichtet und ersetzte den Portalvorbau.
In den Wänden sind Schrifttafeln eingemauert, die zur katechistischen Unterweisung der Besucher dienen, auf der Nordseite unter dem segnenden Gottvater das Gebot der Gottes- und Nächstenliebe sowie die Zehn Gebote auf den bekannten Tafeln, auf der gegenüberliegenden Südseite das Vaterunser, Gegrüßet seist Du Maria und das Glaubensbekenntnis. Die Tafeln sind in frühen Renaissanceformen gestaltet und tragen an der Unterseite das Wappen des Stifts mit den zwei Fischen und das des Propstes Wolfgang Lueger mit der Blume auf dem Dreiberg. Auf der südlichen Tafel steht zudem zwischen den Wappen der Satz „Dir allein sei Ehre und Ruhm“ mit der Jahreszahl 1521. Die Geschichte der Münsterkirche wurde 1937 direkt auf Rauputz geschrieben, den Text verfasste Pfarrer Wolfgang Abele. Das Gewölbe der Vorhalle stammt aus der zweiten Hälfte des 19. Jahrhunderts.
Über den Eingangstüren befindet sich ein Bogenfries wie im darüberliegenden Mittelschiff, das Pultdach ist mit Schiefer gedeckt.

#### Portal
„Das romanische Rundbogenportal ist das hervorragendste Schmuckstück der Kirche“

Als Baustoff für das Portal wurde roter Adneter und weißer Untersberger Marmor verwendet. Das Gewände ist dreifach rechtwinklig abgestuft, die acht Säulen sind abwechselnd rund und achteckig mit Eckknollen an der Basis. Oben an den Säulen sitzen Knospen- und Blätterkelchkapitelle. Die Kragsteine und der Sturz führen das Grundthema einer „verschlungenen Welt, die Heil und Verderben enthält“ fort. Ein Pfau und andere Vögel, nach Trauben pickend, wechseln sich ab mit Aspiden, Tieren mit Vogelkörpern, klauenartigen Füßen, langem Hals und einem Kopf mit großem Maul sowie Schlangen und verkörpern damit die Wesen des Paradieses und der Unterwelt.
Die liegenden Löwen sind heute senkrecht zur Portalachse platziert, ursprünglich waren sie dem Portalvorbau zugeordnet und schauten dem Eintretenden entgegen. Mit geöffnetem Rachen halten sie zwischen den Vorderläufen Beutetiere, das auf der linken Seite beißt dem Löwen in die Unterlippe; dies symbolisiert den Kampf des Bösen mit den Wächtern des Heiligtums. Im Tympanon erkennt man die thronende Madonna mit dem Jesuskind auf dem Schoss zwischen zwei Heiligen, rechts dem hl. Rupert und links dem hl. Zeno. Über der Madonna ist in der Archivolte das Lamm Gottes zu sehen. Zu beiden Seiten des Portals sind je ein Hochrelief aus dem 8. Jahrhundert eingelassen. Links sieht man den bärtigen Gott Vater mit Adam und Eva (mit Zöpfen), rechts eine Erlösungsszene aus dem Buch Daniel, wo Gott durch einen Engel den Rachen der Löwen verschließt.
Das Portal wurde zwischen 1150 und 1200 von einem Meister und zwei Gehilfen errichtet, als Herkunft des Meisters wird Piacenza vermutet. Die später entstandenen Portale der Salzburger Peters- und Franziskanerkirche weisen in Materialauswahl und Gestaltung eine starke Ähnlichkeit mit dem Portal von St. Zeno auf.
Die Holztüren des Hauptportals sind aus dem Jahr 1797.

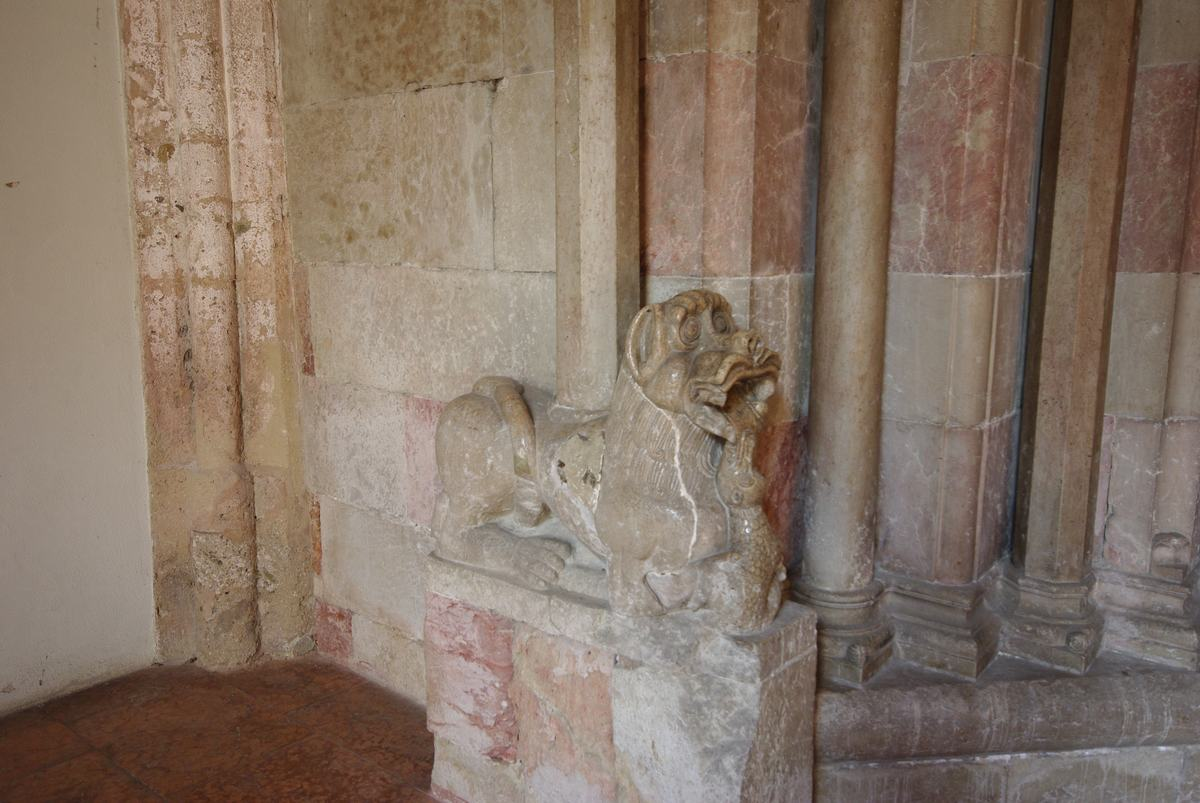
Linker Löwe
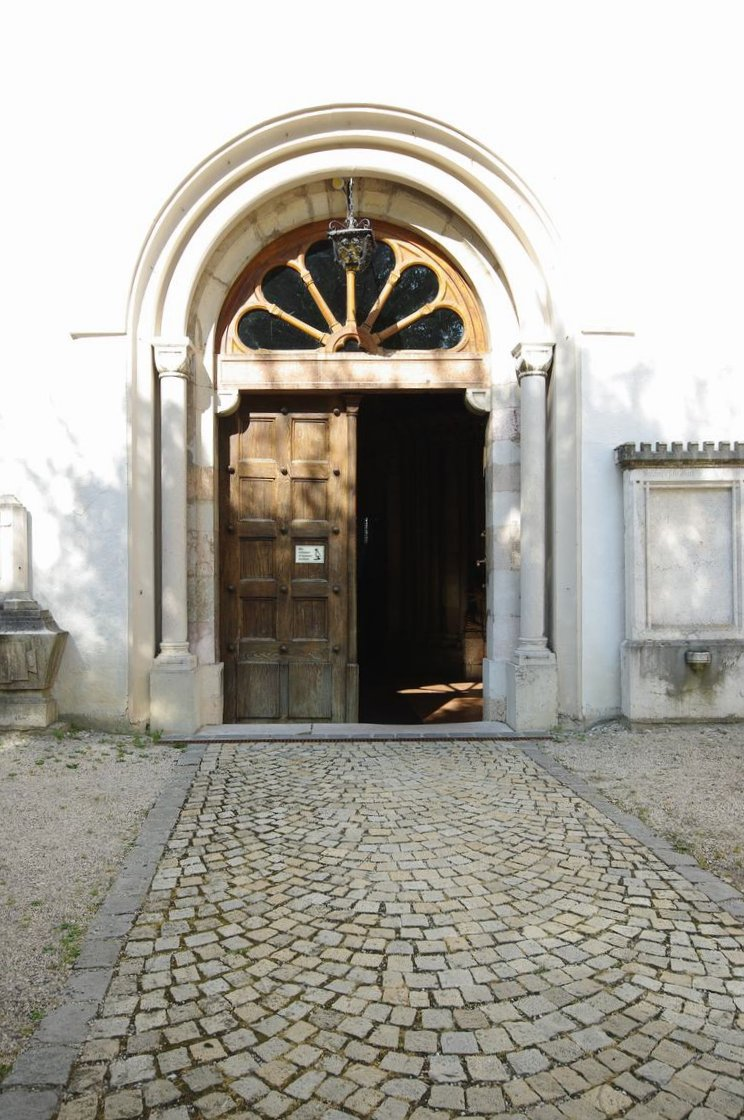
Zugang zum Portalvorbau
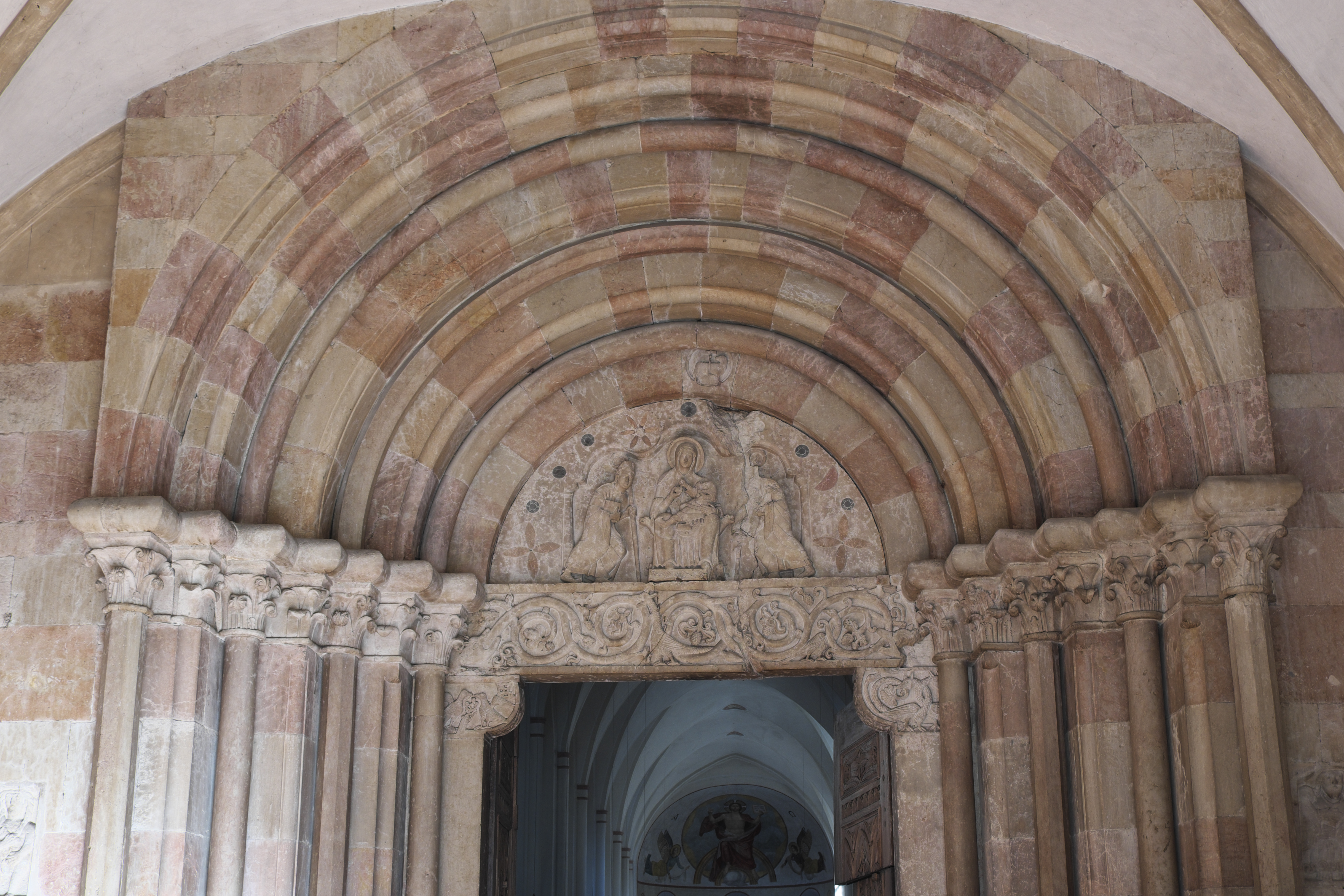
Hauptportal (1150–1200)
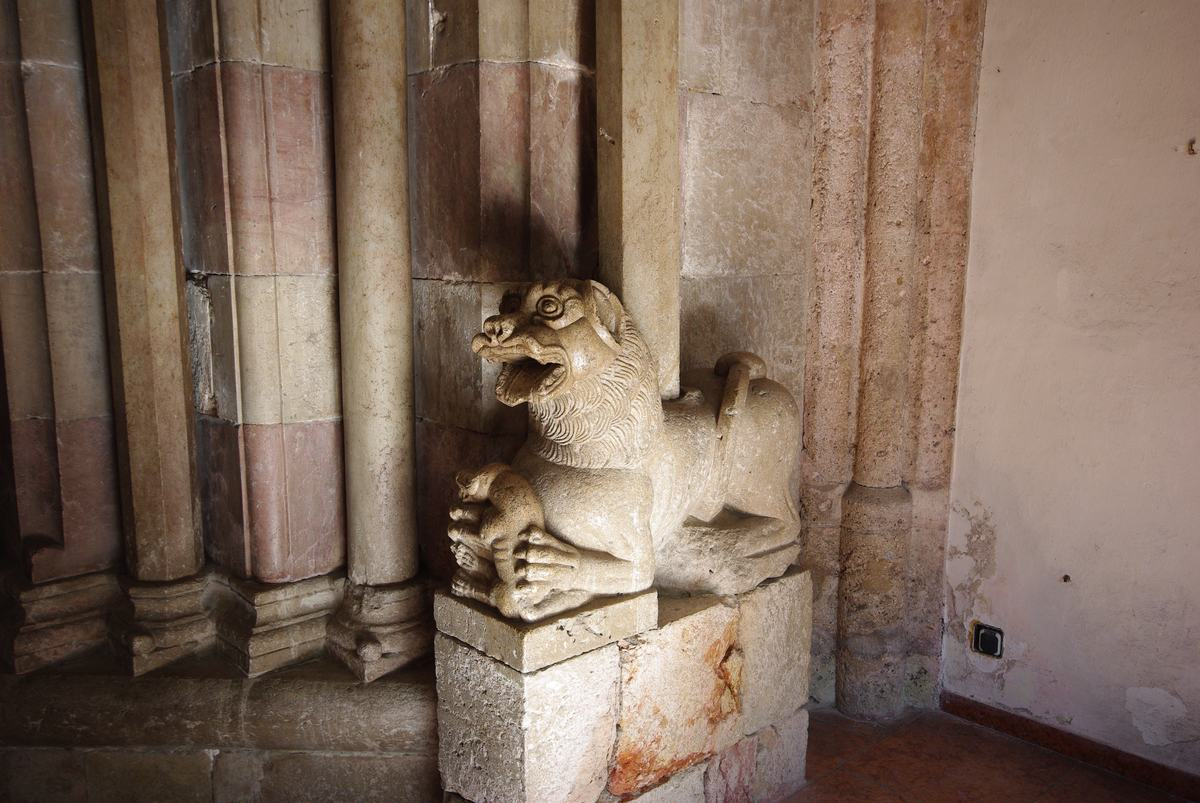
Rechter Löwe
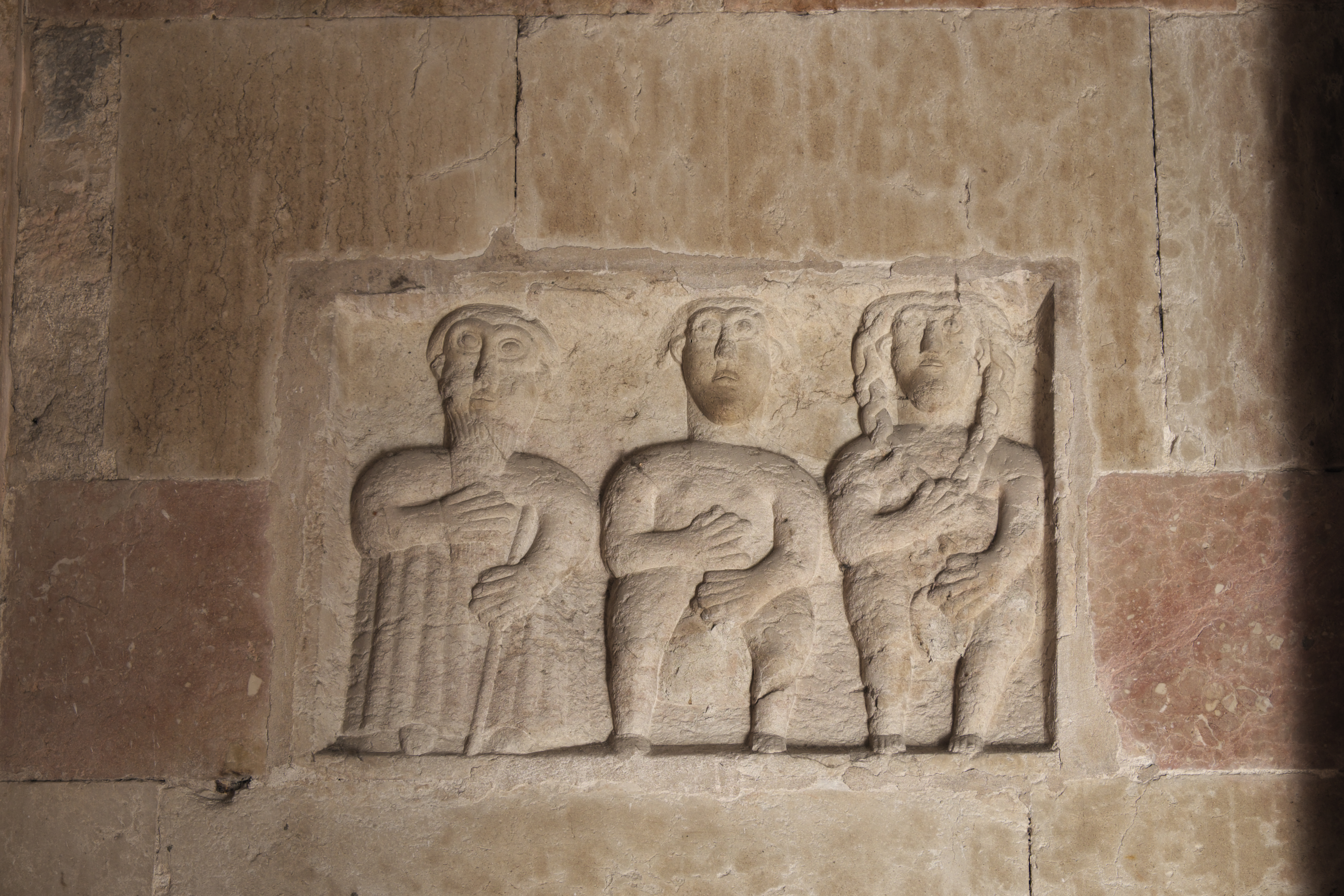
Relief mit Gott Vater, Adam und Eva (8. Jhdt.)

#### Langhaus

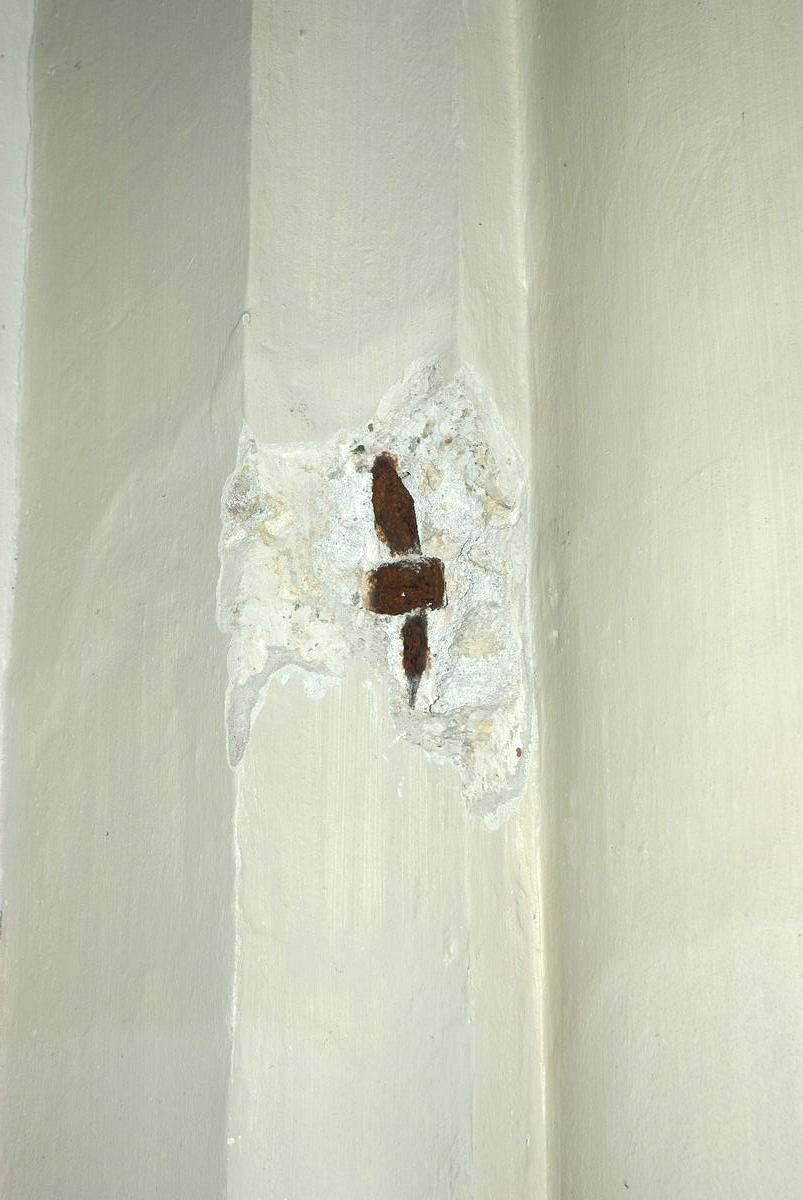
Geöffnete Säule mit Eisenkette

Heute hat das Langhaus acht Joche. Sieben Pfeiler tragen die Scheidbögen der drei Schiffe, an den Laibungen finden sich von Osten nach Westen fortschreitend die Jahreszahlen 1518 und 1519 als Angabe für die Zeit der Einwölbung. Die früheren Pfeiler und Säulen der romanischen Basilika wurden aus statischen Gründen durch die heutigen Pfeiler ummantelt und im Inneren zusätzlich mit Eisenketten verstärkt. Im Mittelschiff und im Chorraum haben diese Pfeiler starke Vorlagen mit ausgekehlten Kanten und Runddiensten mit Profilkapitellen, in den Seitenschiffen sind es einfache Wandpfeiler, teilweise mit Runddiensten. Im 18. Jahrhundert wurden die Rippen des gotischen Netzgewölbes abgeschlagen und durch Stuck ersetzt, der 1865 im Zuge einer Reromanisierung wieder entfernt wurde.
Südliches Seitenschiff
Die vier westlichen Joche des südlichen Seitenschiffes sind in halber Höhe für den darüberliegenden Alexiuschor unterwölbt. Die beiden westlichen zeigen noch die romanischen Kreuzgewölbe für die ursprünglich darüberliegende und im Jahr 1208 geweihte Propstkapelle. Die beiden anschließenden Joche, in denen sich auch die Kirchenkrippe befindet, zeigen im Gewölbe noch Reste der gotischen Figuration, mit der früher die gesamte Kirche geschmückt war. Hier finden sich zwei figürliche Schlusssteine, die einen Christuskopf sowie Maria mit dem Kind darstellen.
Die Erweiterung des Propstoratoriums und Verwendung als Winterchor geschah 1519. Oben im Alexiuschor findet sich diese Jahreszahl sowie das Stifts- und Propstwappen des Wolfgang Lueger in den Fresken mit Pflanzenornamenten an der Stirnseite. Der Alexiuschor kann nur vom Kloster aus betreten werden und hat Zugänge zur Orgelempore und zur Prälatenloge. Die Fensteröffnungen zur Kirche waren früher offen. Im Alexiuschor wurden zwischen 1928 und 1930 ein Altar sowie ein Kreuzweg von Otto Graßl aus München in den Alexiuschor integriert.
Vor dem Brand von 1512 mündete das Seitenschiff im Querhausbau mit den Emporen, nach dem Umbau wenige Jahre später endete es nach zwei Jochen in der Mitte des Chorraumes. Seit 1636 dient der zweijochige, abgemauerte Raum im Untergeschoss als Gruftraum für die Chorherren und ab 1859 für die Englischen Fräulein.
Nördliches Seitenschiff
Das nördliche Seitenschiff mit den heutigen acht Jochen schließt im Osten seit 1636 mit einer Abmauerung ab, dahinter befindet sich die ehemalige Allerseelen- und heutige Werktagskapelle. In der Anfangszeit mündeten beide Seitenschiffe in den Querhausbau mit den Emporen, nach dem Umbau und der Gotisierung nach dem Brand im Jahre 1512 endeten sie nach zwei Jochen in der Mitte des Chorraums.
Aus Symmetriegründen gestaltete man die Scheidbögen auf der Nordseite wie die auf der Südseite, da diese wegen des Einbaus der Propstoratoriums (Alexiuschor, Winterchor) niedriger sind.

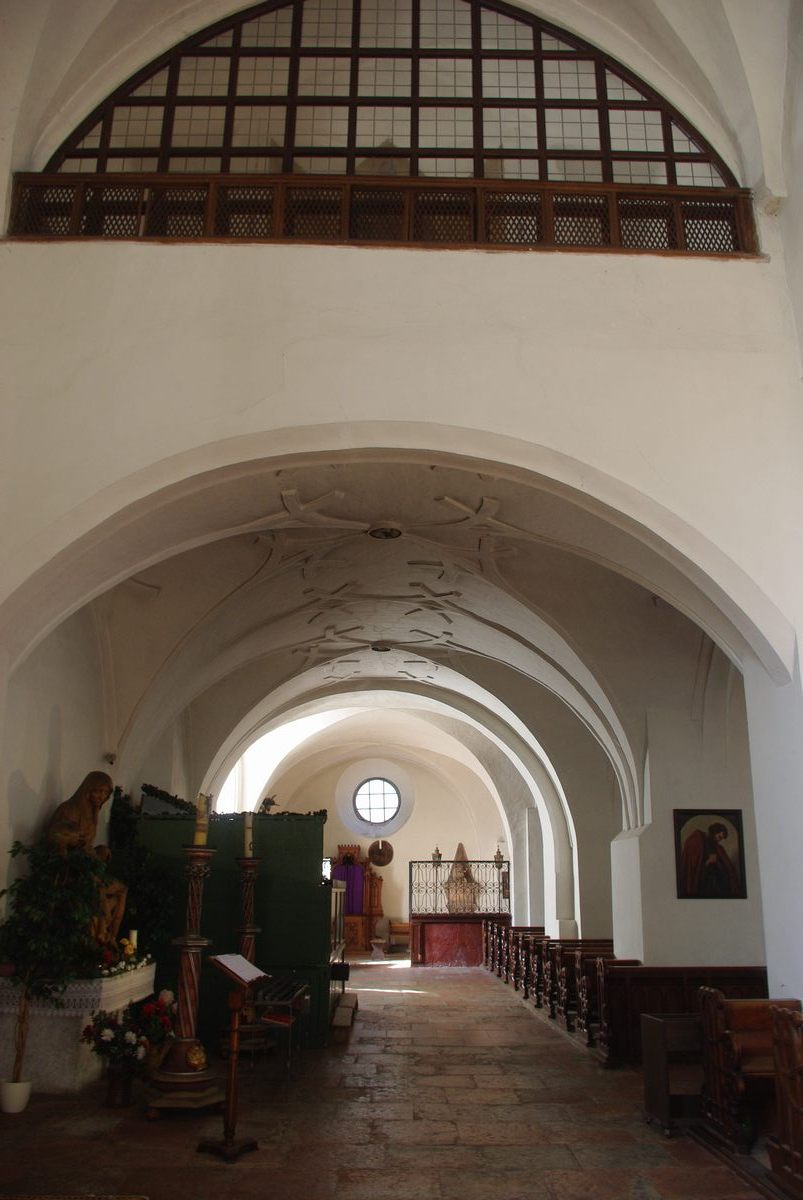
Propstoratorium
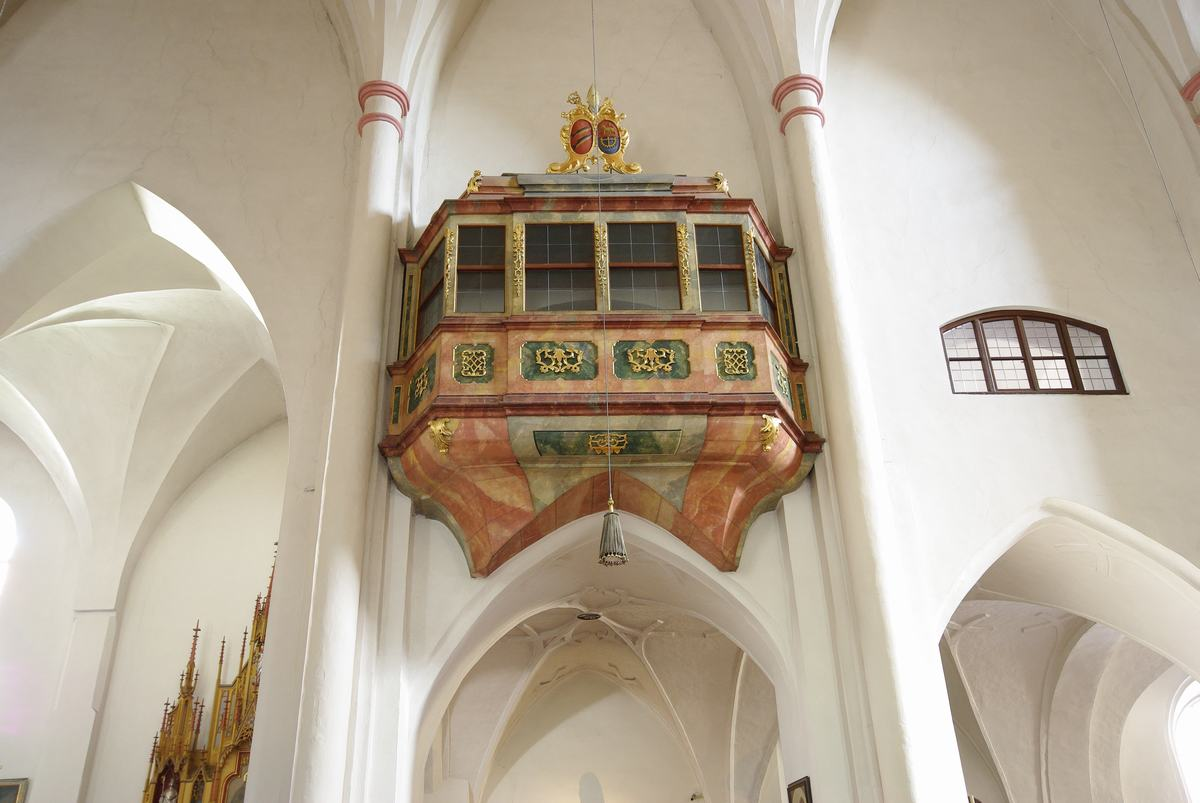
Prälatenloge
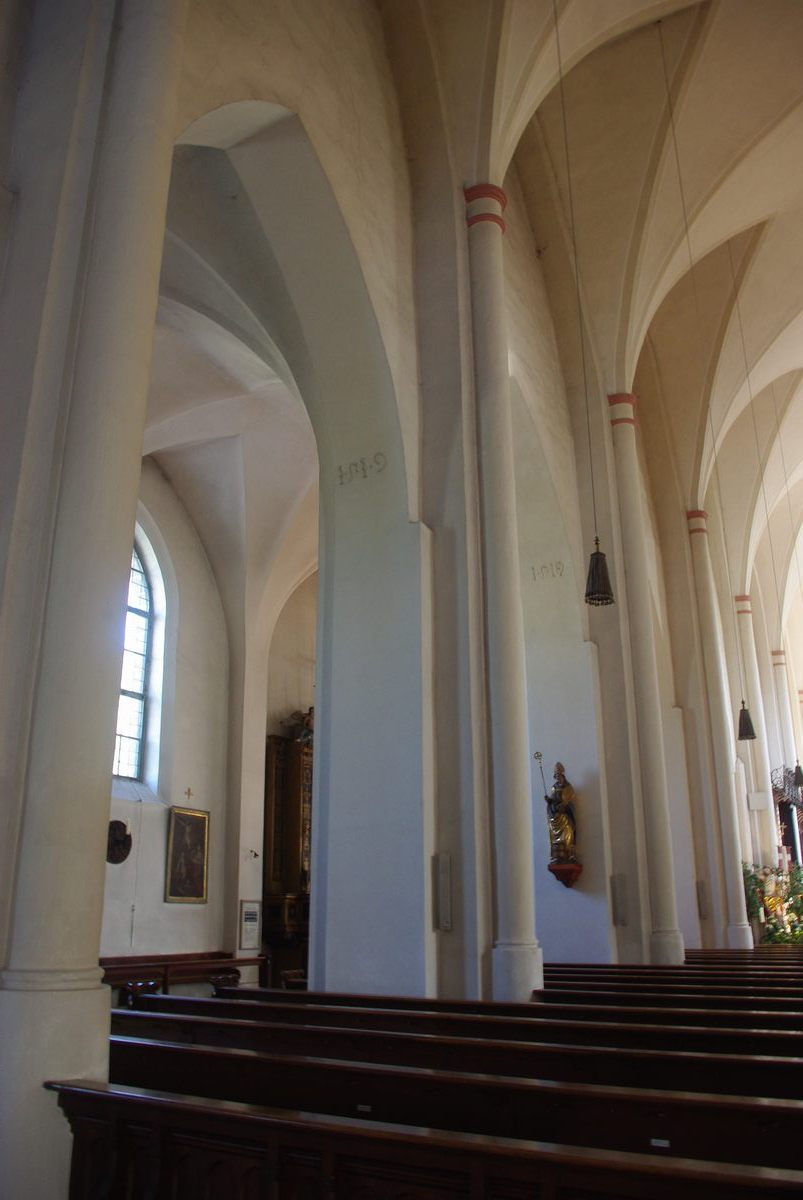
Scheidbögen (nördl. Seitenschiff)

Medaillons im Mittelschiff
Die Medaillons wurden zum größten Teil im Jahr 1520 gestaltet und mehrmals restauriert, zuletzt 1993/94.
- Heiliggeistloch mit geschnitzter Taube.
- Bayerischer Wappenschild, geschnitzt und vergoldet, mit der Jahreszahl 1520; Hinweis auf den Förderer der Kirche, Herzog Wilhelm IV.
- Wappen des Propstes Wolfgang Lueger mit der Jahreszahl 1520; Lueger leitete den Wiederaufbau der Kirche nach dem Brand 1512.
- Wappen des Erzbischofs Konrad I. von Salzburg mit unzutreffender Jahreszahl 1121; Stuck, bemalt. Phantasiewappen, da zu dieser Zeit noch keine Wappen gebräuchlich waren.
- Wappen des Propstes Ludwig Ebner von 1482; Relief
- Wappen des Propstes Bernhard III. Elixhauser von 1795; gemalt. Bernhard III. war der letzte Propst von St. Zeno vor der Aufhebung des Klosters.
- Maister Peter Inntzinger von 1520 mit Zirkel; war bis 1850 vorhanden und wurde 1933 neu angebracht. Inntzinger war der Baumeister des Wiederaufbaus nach dem Brand 1512.

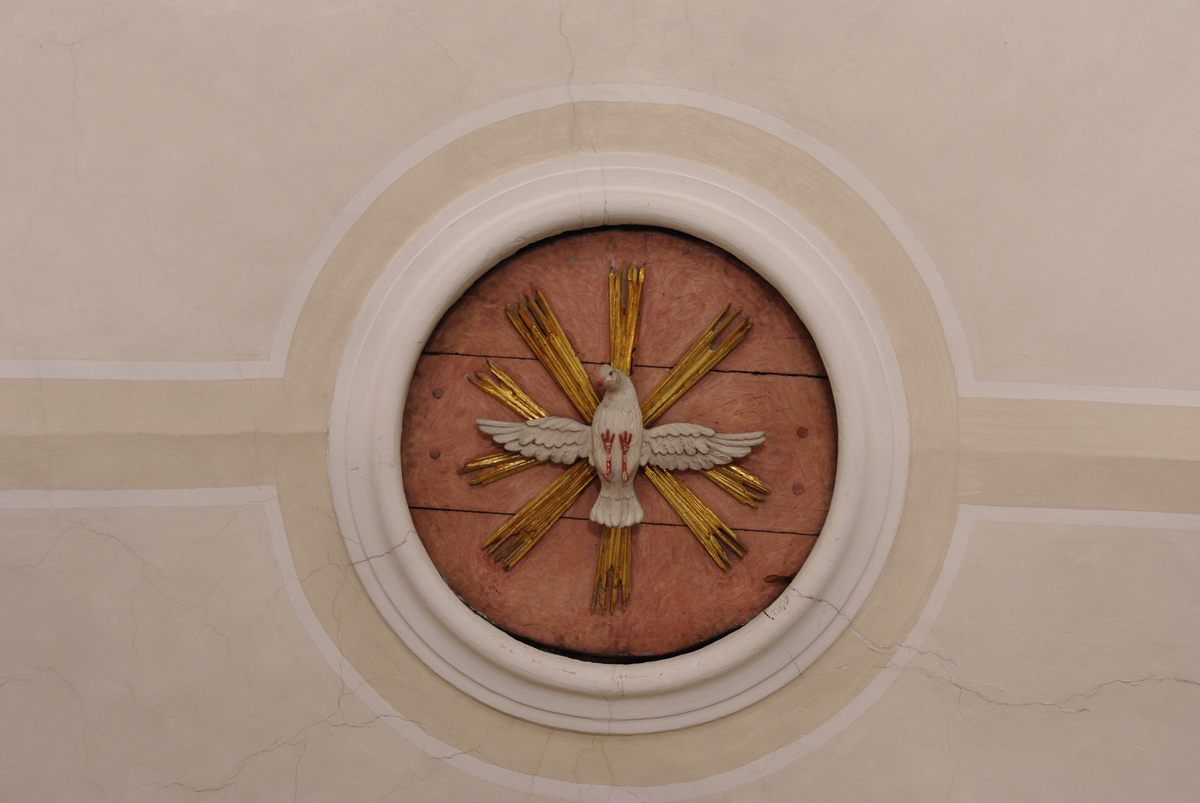
Heiliggeistloch
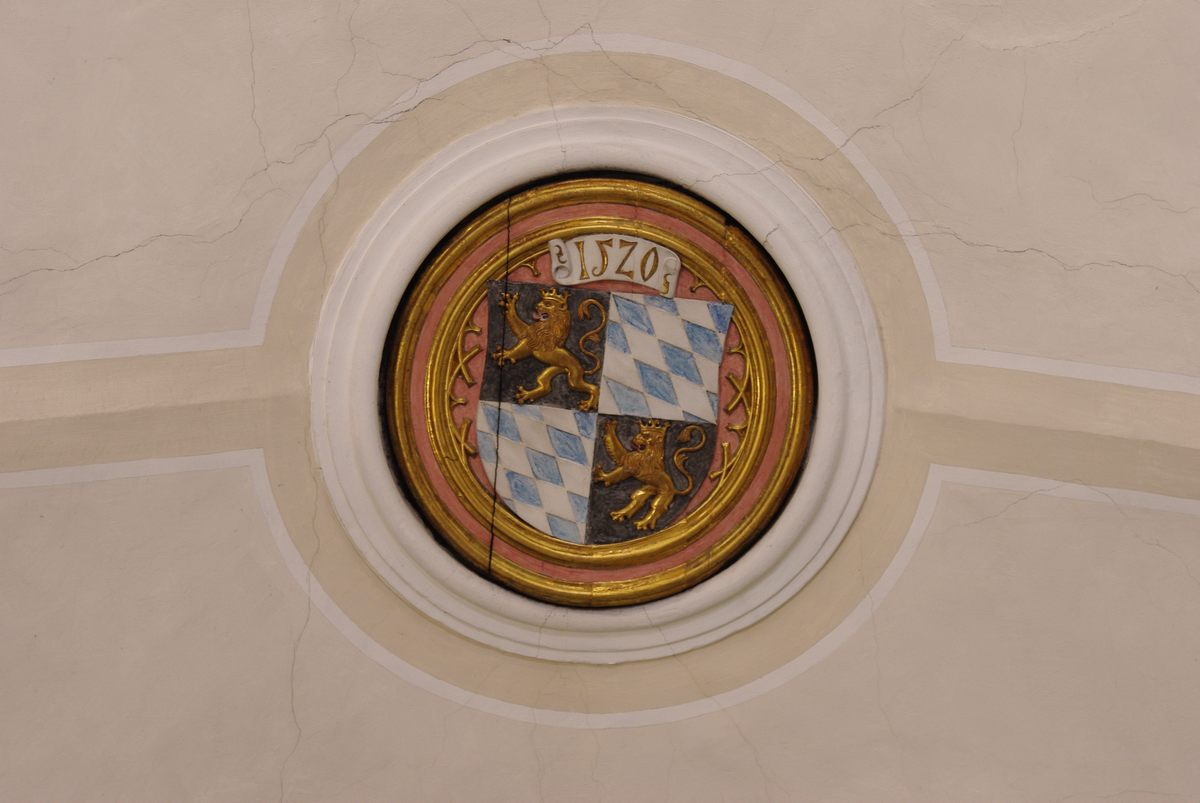
Wappenschild
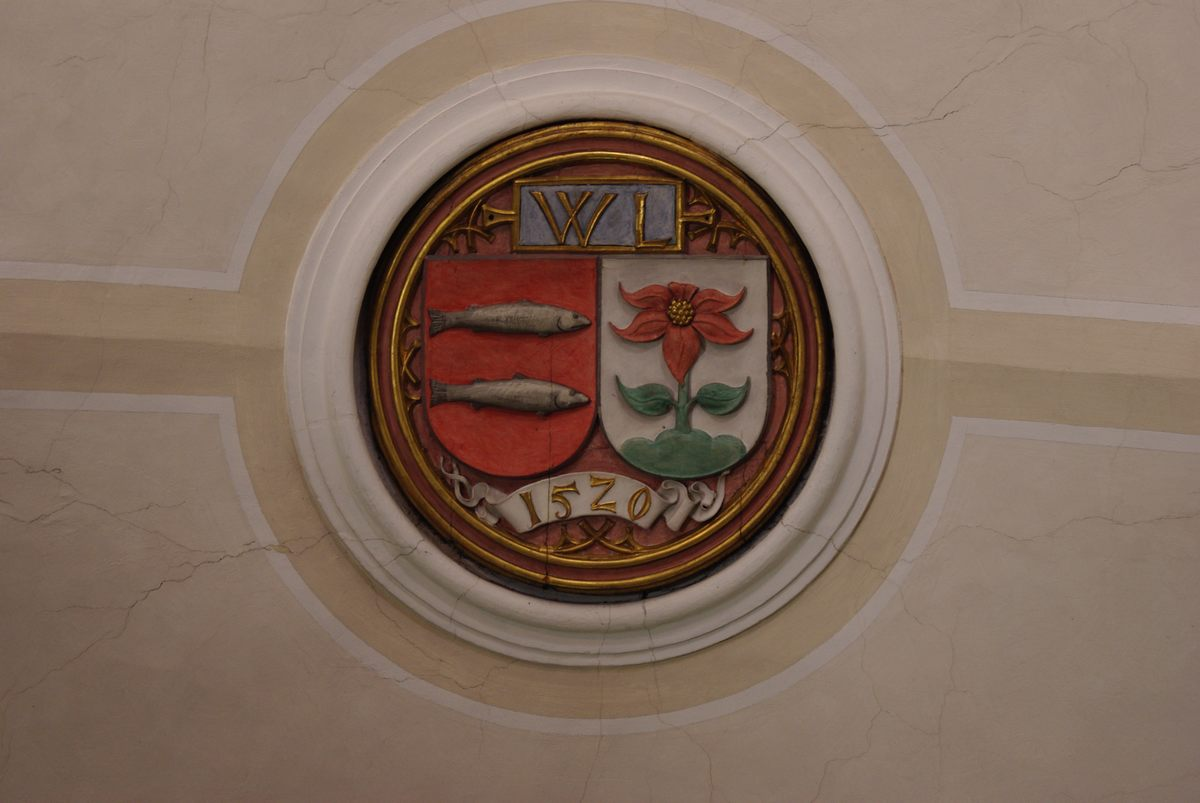
Wappen Lueger
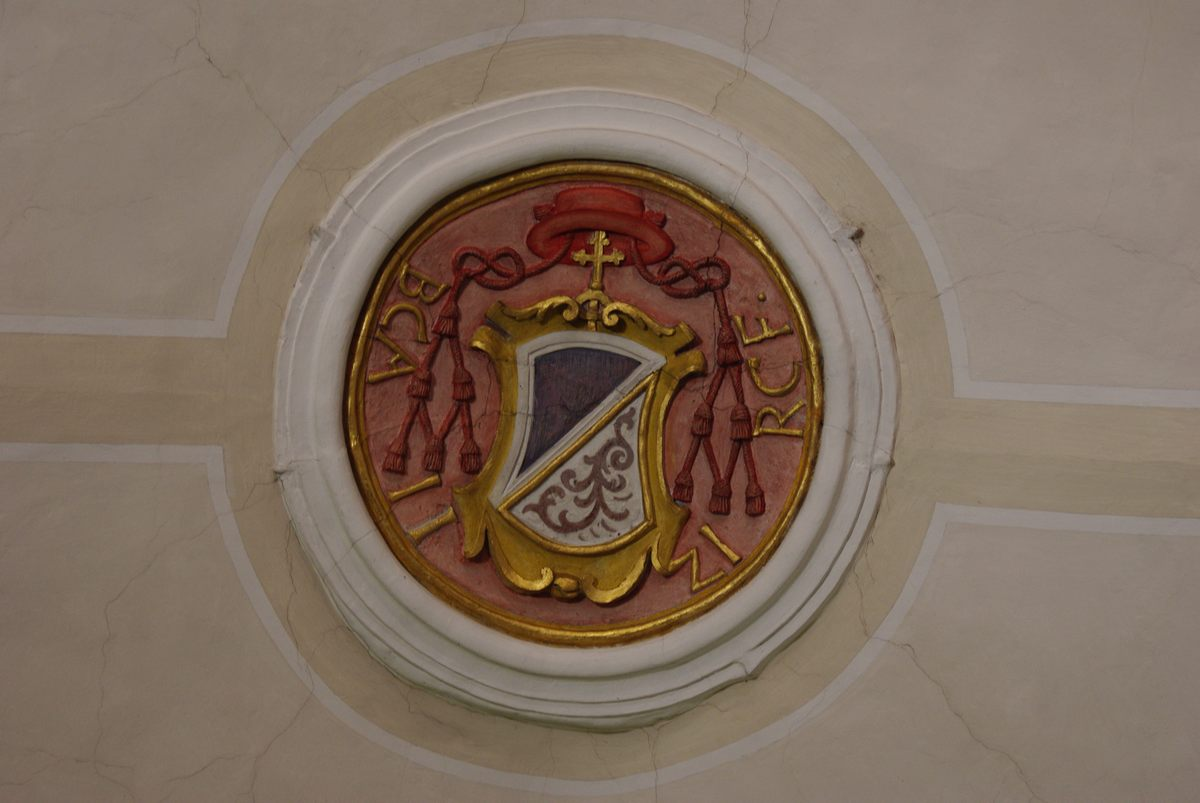
Wappen Konrad I.
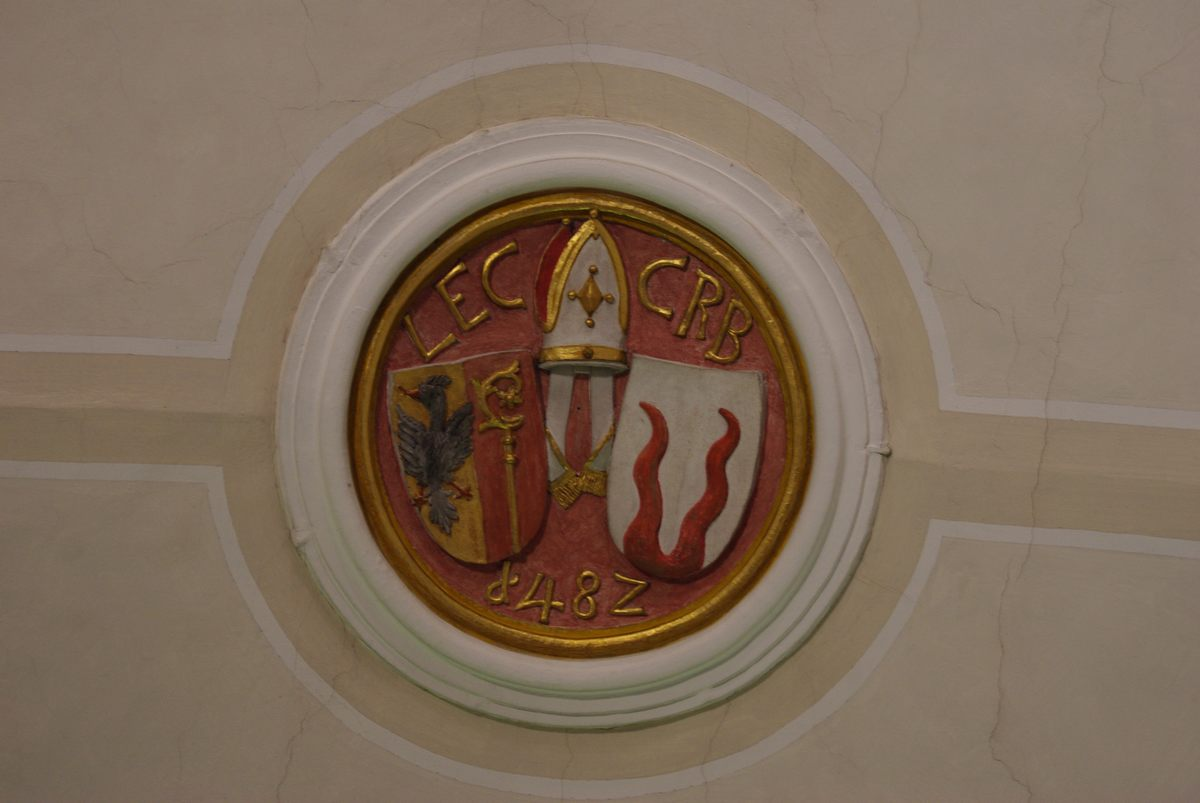
Wappen Ludwig Ebner
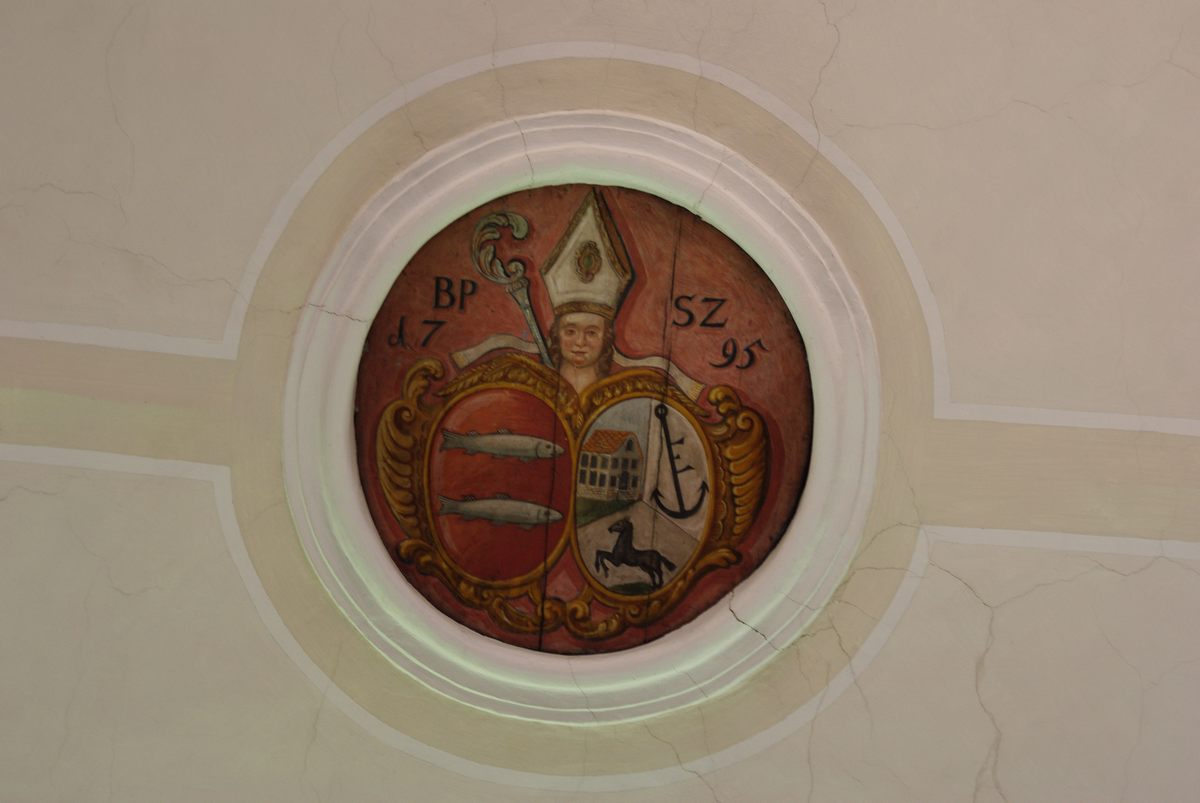
Wappen Bernhard III.
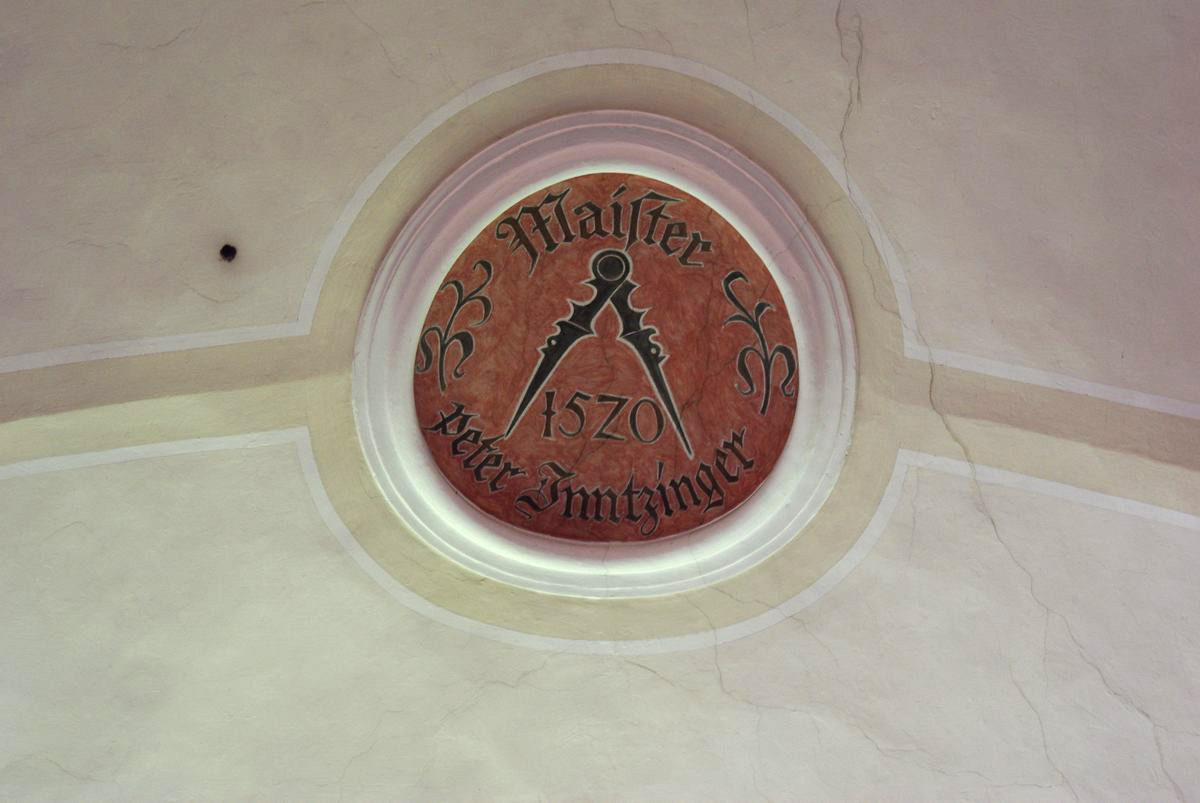
Peter Inntzinger

#### Apsis

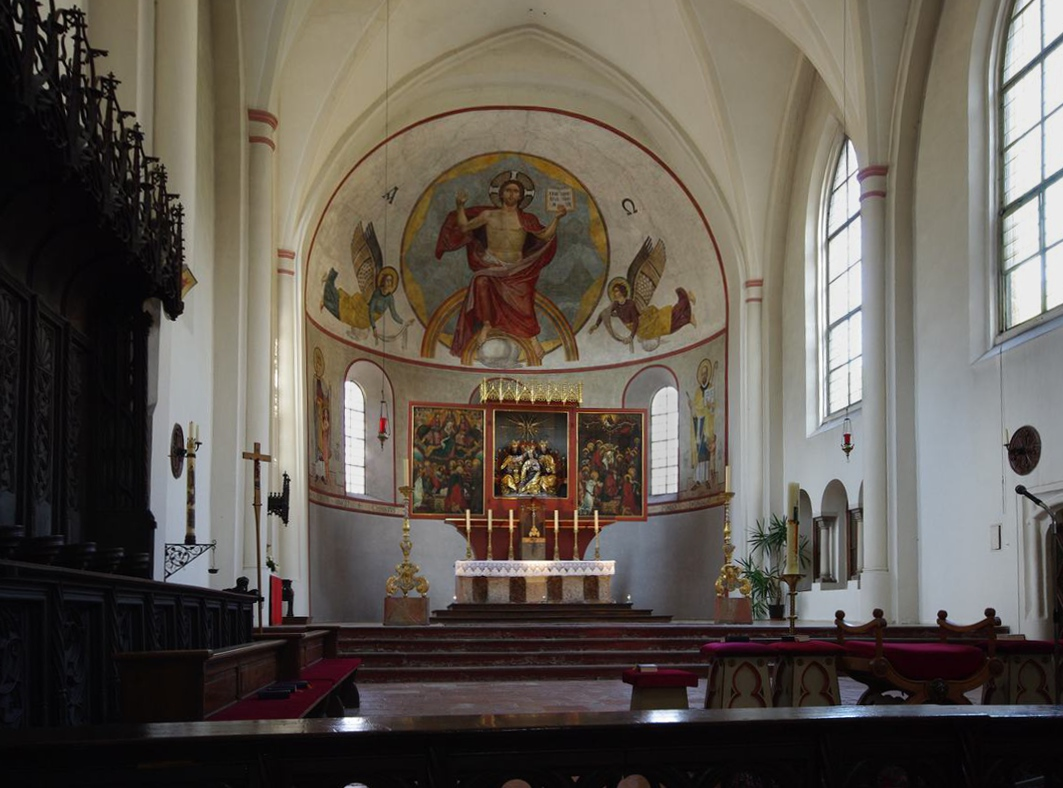
Chorapsis

Das große, von Oskar Martin-Amorbach 1935 geschaffene Fresko der Apsis beherrscht das gesamte Mittelschiff und folgt altchristlicher und romanischer Apsidengestaltung, wie man sie auch in Rom und Palermo findet. In einem kreisrunden Feld, welches das Weltall symbolisiert, thront Christus als auferstandener und wiederkommender Herr auf einem doppelten Regenbogen, dem Zeichen des Friedens und der Versöhnung. Christus hat die Rechte segnend erhoben und hält in der Linken das Buch des Lebens. Seitlich schweben zwei Engel und über ihnen stehen die Buchstaben Alpha und dem Omega für Anfang und Ende. Unten in der Apsis ist links die heilige Elisabeth als Bezug zu dem Kloster der Maria-Ward-Schwestern und rechts der heilige Augustinus als Ordensvater der Chorherren dargestellt. Die Bilder der Heiligen Zeno und Rupertus zwischen den Fenstern wurden bei der Neugestaltung des Hochaltars 1962 übertüncht.

#### Chor
An den abgeschlagenen Diensten sind vorn die Wappen von Julius Döpfner, rückwärts ist das bayerische Wappen mit Löwen und Rauten von 1962 angebracht. Am Westende des fünfstalligen Chorgestühls hängt an der Nordwand eine spätgotische Figur der heiligen Katharina, gegenüber an der Südwand die der heiligen Barbara. Beide Skulpturen sind aus Lindenholz, salzburgisch und um 1515 entstanden. Sie wurden 1935 neu gefasst und ergänzt. Ursprünglich waren sie Assistenzfiguren in einem Altar von St. Zeno und sind jetzt Leihgaben der erzbischöflichen Klerikalseminarstiftung in Freising.

#### Werktagskapelle

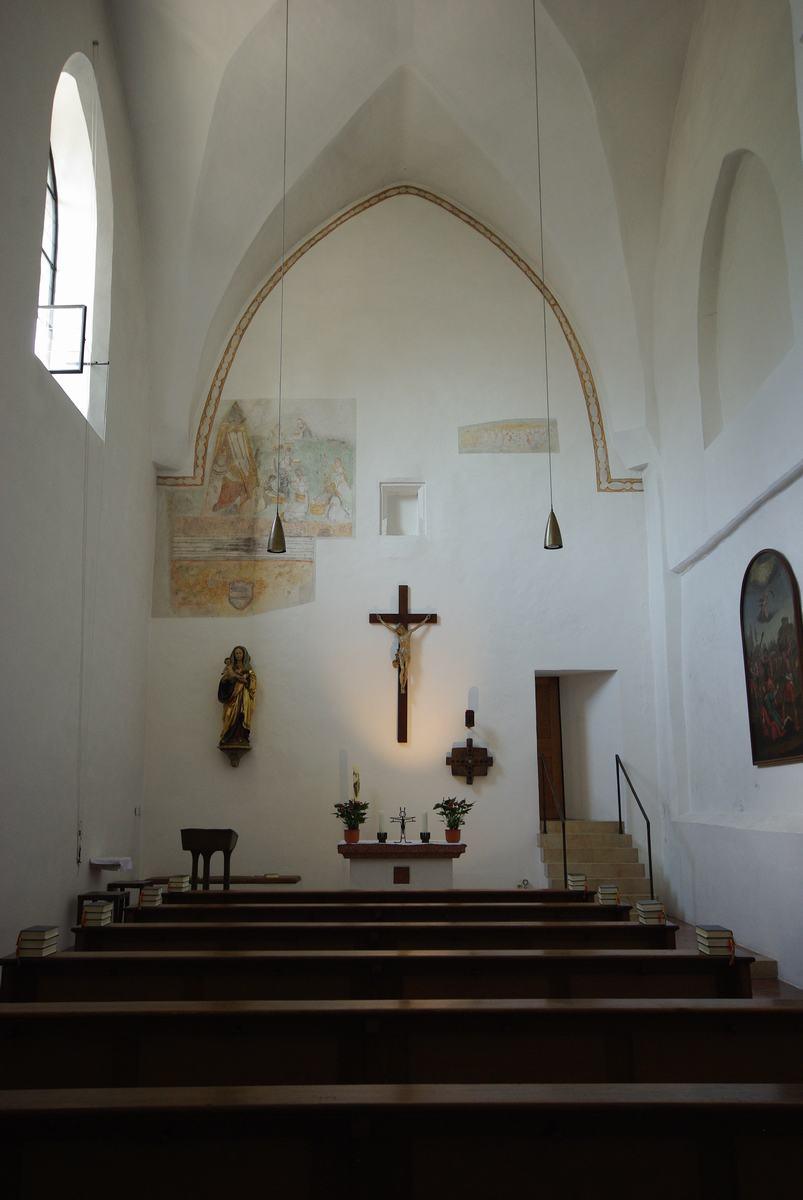
Werktagskapelle

Die ehemalige Allerseelenkapelle wurde 1981 unter Pfarrer Josef Otter als Werktagskapelle eingerichtet. Volksaltar, Ambo und Tabernakel sind Werke von Hans Richter aus Berchtesgaden. Auf der Südseite sind die Öffnungen zum Chorraum vermauert, an der Ostwand stellt ein Freskenfragment aus dem 17. Jahrhundert die Mannalese, Aaron, das heilige Zelt und das Stiftswappen dar.
An der Süd- und Westwand hängen Bilder von ehemaligen Seitenaltären aus der Barockzeit:
- Das Martyrium des heiligen Jakobus des Jüngeren aus der zweiten Hälfte des 17. Jahrhunderts
- Heiliger Florian, ebenfalls aus der zweiten Hälfte des 17. Jahrhunderts
- Immaculata über dem Sündenbaum mit der Schlange und dem unerlösten Menschen, darunter Adam und Eva, Mose, Aaron, David und Salomo, entstanden um 1672 aus dem Altar der Froschhamer Zunft
- Maria mit dem Kinde als Rosenkranzkönigin

In der Werktagskapelle befinden sich auch Fahnen, Laternen und Prozessionsstangen des 17. bis 19. Jahrhunderts, die meisten davon sind Eigentum der Froschhamer Zunft.
Während der Renovierung 1981 wurden der Grabstein von Propst Johann IV. Peutecker (1498–1505) sowie viele Gebeine gefunden, die darauf hindeuten, dass dort die bevorzugte Stelle für die Bestattung der Pröpste und Chorherren war, weshalb die Kapelle auch Armenseelen- und Grabkapelle hieß.

## Ausstattung

### Kanzel

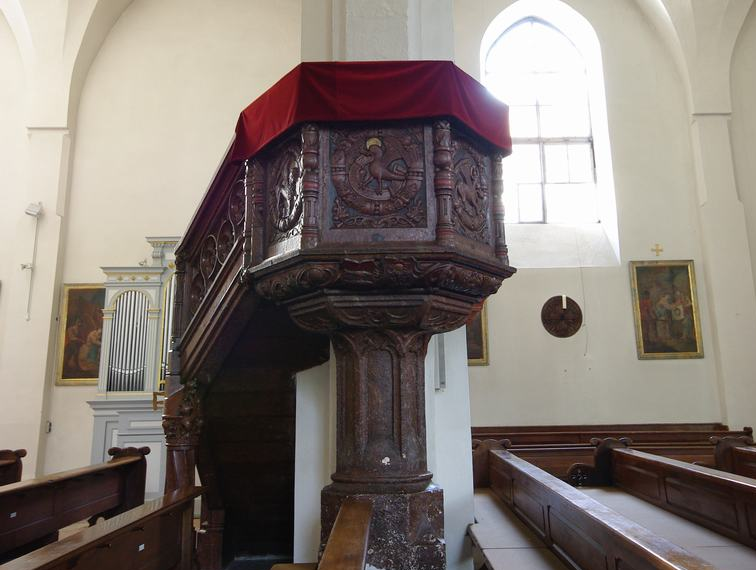
Kanzel

Die Kanzel wurde 1520 aus Adneter Marmor in Frührenaissanceformen geschaffen. In den Feldern der Brüstung sind die Evangelistensymbole Löwe (Markus), Adler (Johannes), darunter das Stifts- und das Propstwappen von Wolfgang Lueger, Stier (Lukas) und Mensch (Matthäus) angebracht. Die Kanzel zählt zu den herausragenden Kunstwerken der Kirche St. Zeno. 1865 gestaltete Anselm Sickinger aus München die Stiege und einen Schalldeckel, der jedoch 1935 entfernt wurde.

### Taufstein

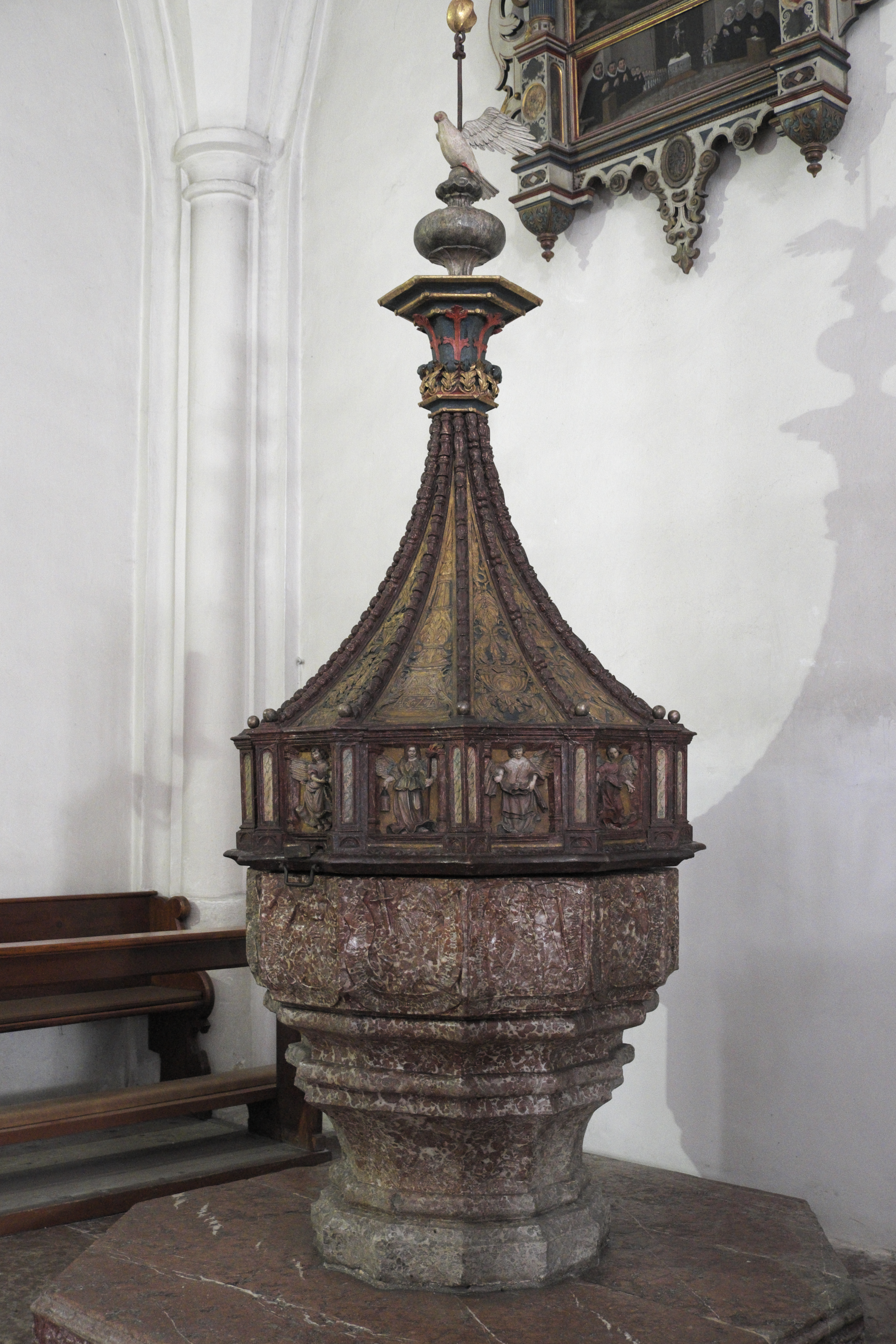
Taufbecken

Der Taufstein aus dem Jahr 1522 steht im letzten Joch des nördlichen Seitenschiffs und ist wie auch die Kanzel aus Adneter Marmor gearbeitet. Die zwölf Seiten mit eingezogenen Flächen sind im spätgotischen Stil gestaltet (Salzburger Taufsteintypus). Der Stein ist das Werk mehrerer Meister, die ihn mit ihren Marken kennzeichneten. Der Meister JH ist dabei der Landshuter Schule des Hans Leinberger zuzuordnen. Die zwölf Seiten tragen Flachreliefs mit Brustbildern der Apostel und Spruchbändern des Apostolischen Glaubensbekenntnisses in deutscher Sprache. Das Relief von Matthäus enthält das Wappen von Propst Wolfgang Lueger und das Stiftswappen. Am Hintergrund der Reliefs sind alte Farbspuren einer ursprünglichen Fassung zu erkennen.
Das Unterteil des Holzdeckels ist mit Reliefs des kreuztragenden Christus sowie von elf sich lebhaft bewegenden Engeln mit den Leidenswerkzeugen (Nägel, Salbgefäß, Dornenkrone, Laterne und Feuer, Würfel, Leiter, Schweißtuch, Geißelsäule, Zange und Nägel sowie dem Essigschwamm) verziert. An den pyramidenförmig hochgezogenen dreieckigen Abschlussflächen befinden sich Renaissanceornamente, darüber eine Knaufplatte, ein Sockel, eine Taube, die den Heiligen Geist symbolisiert, und der Mechanismus zum Hochziehen des Deckels.

Holzdeckel-Reliefs
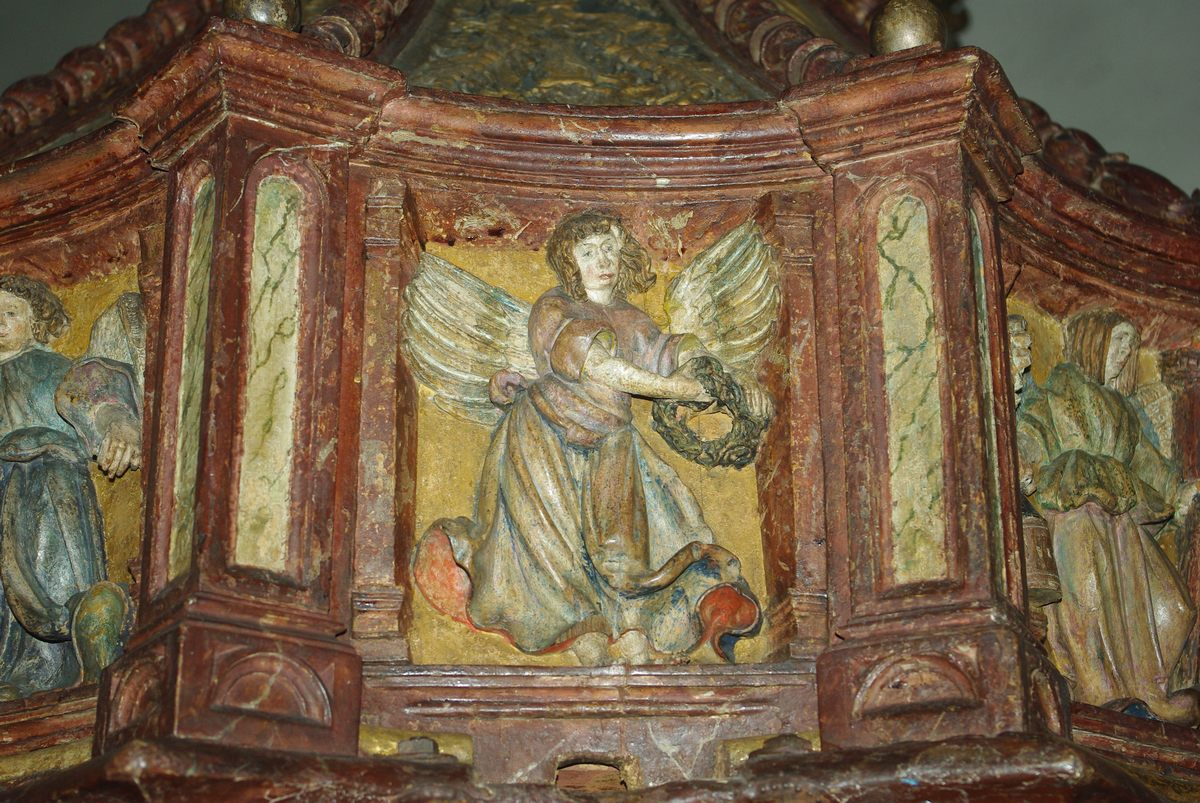
Dornenkrone
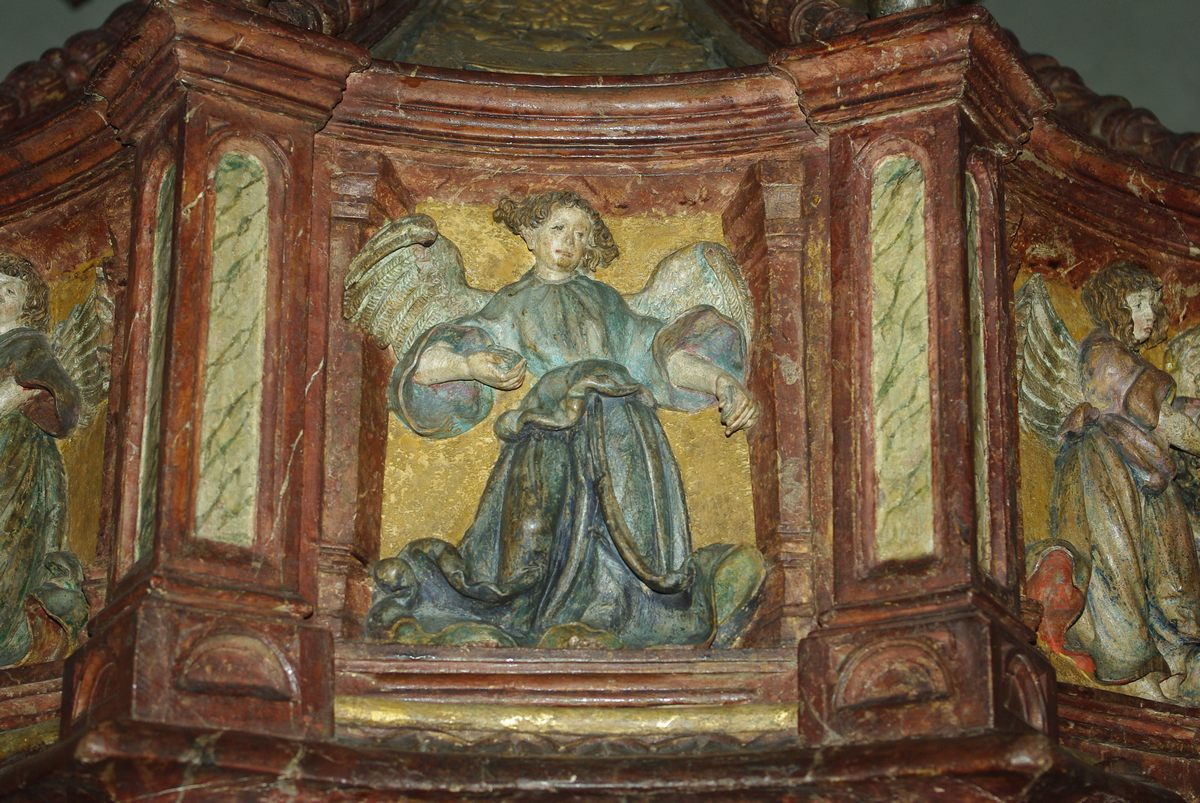
Salbgefäß
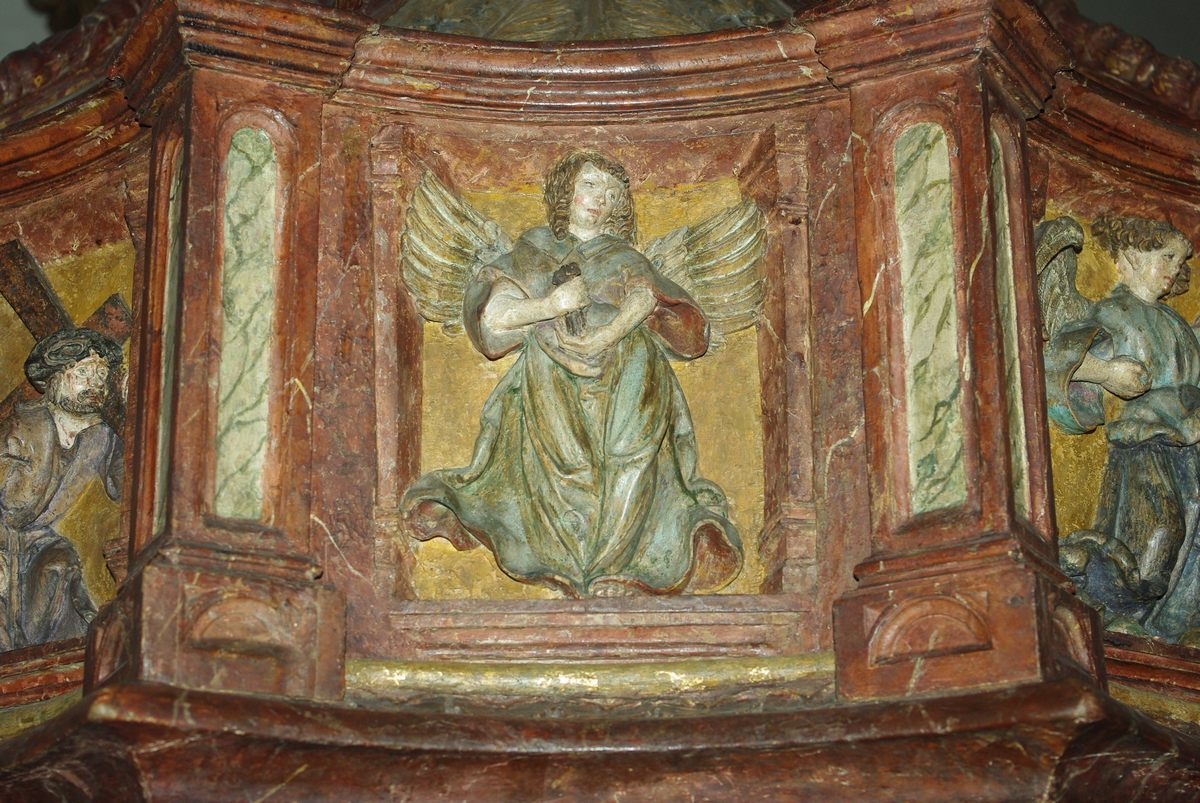
Nägel
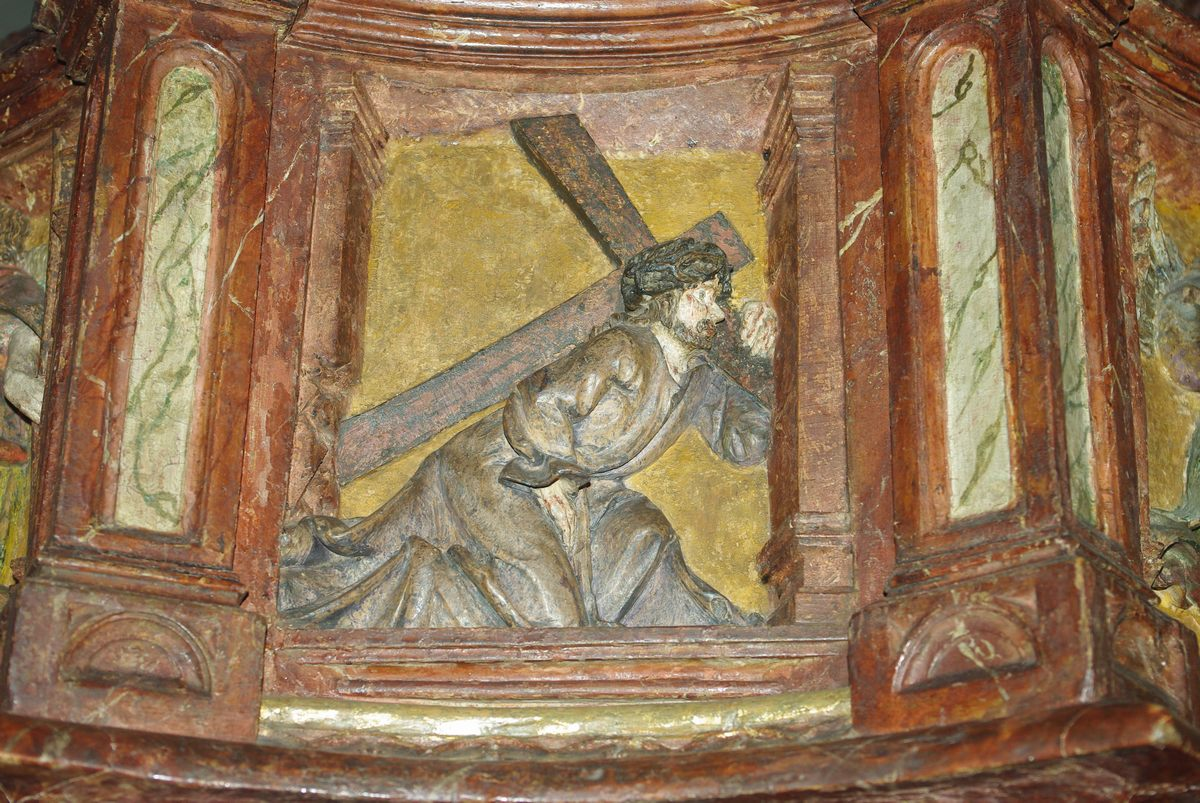
Kreuztragung
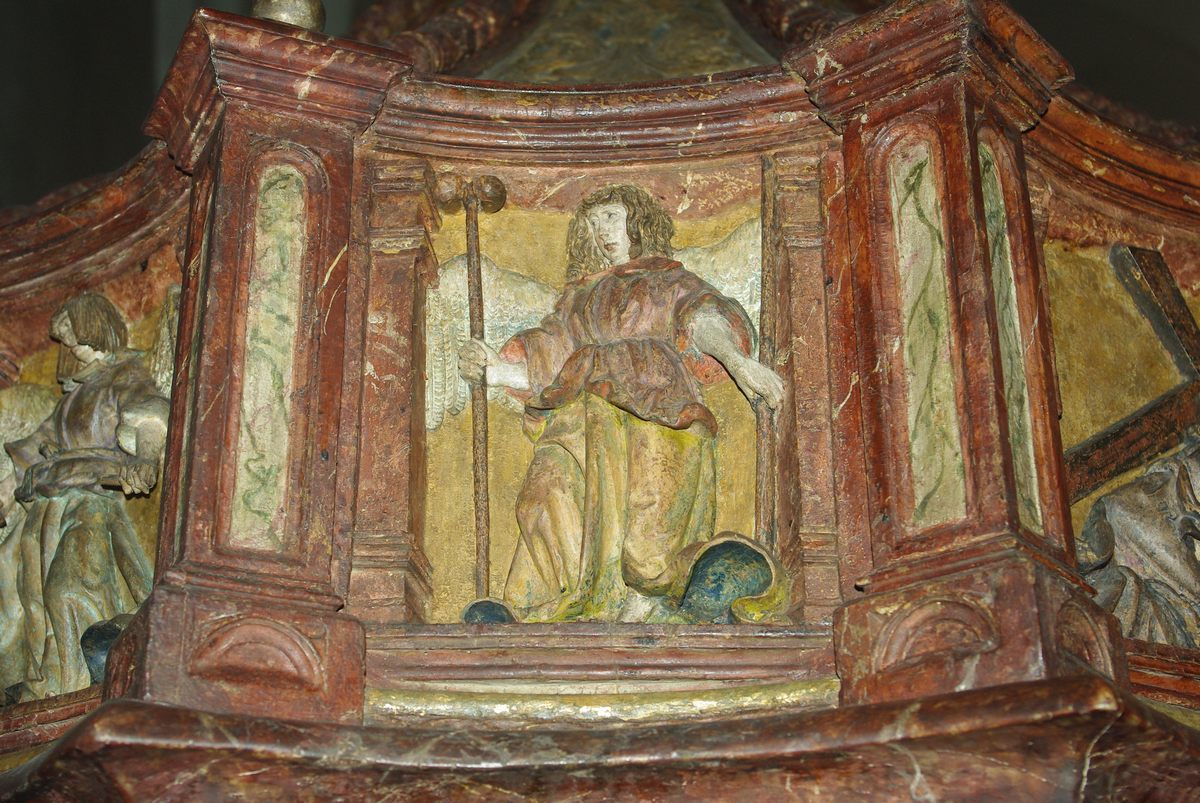
Essigschwamm
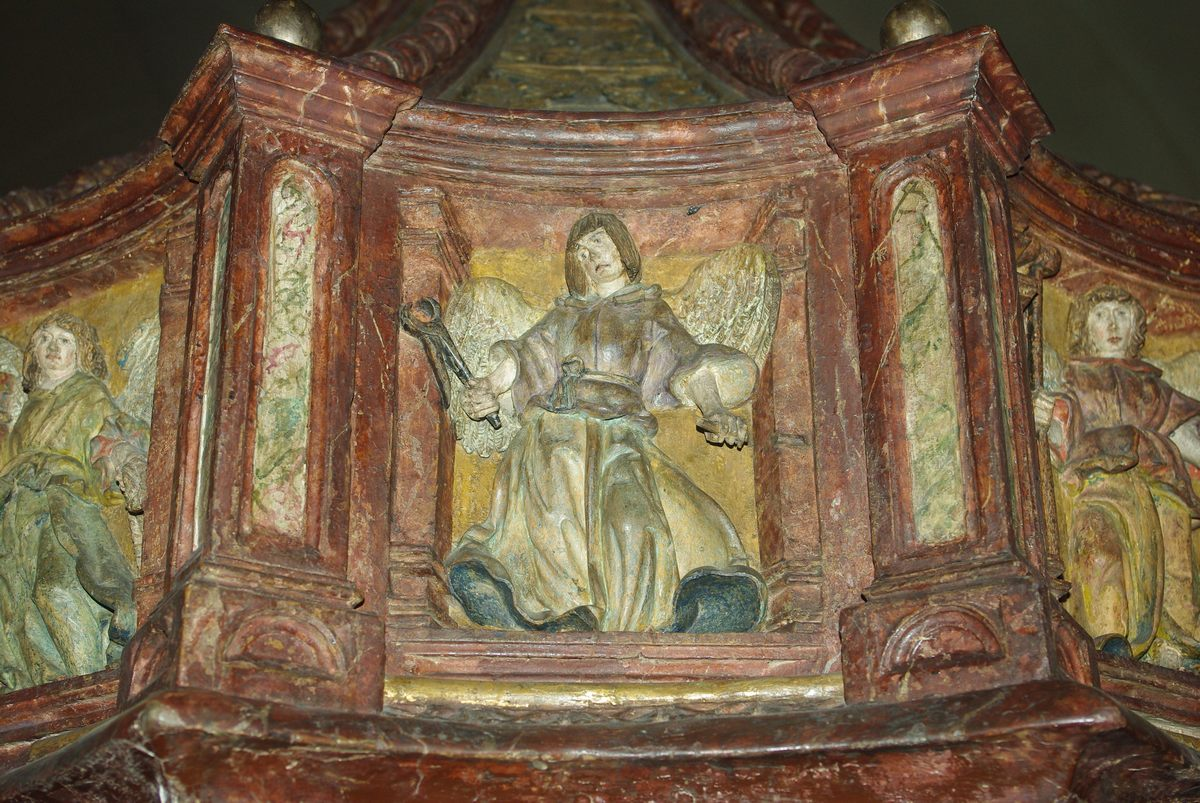
Zange und Nägel
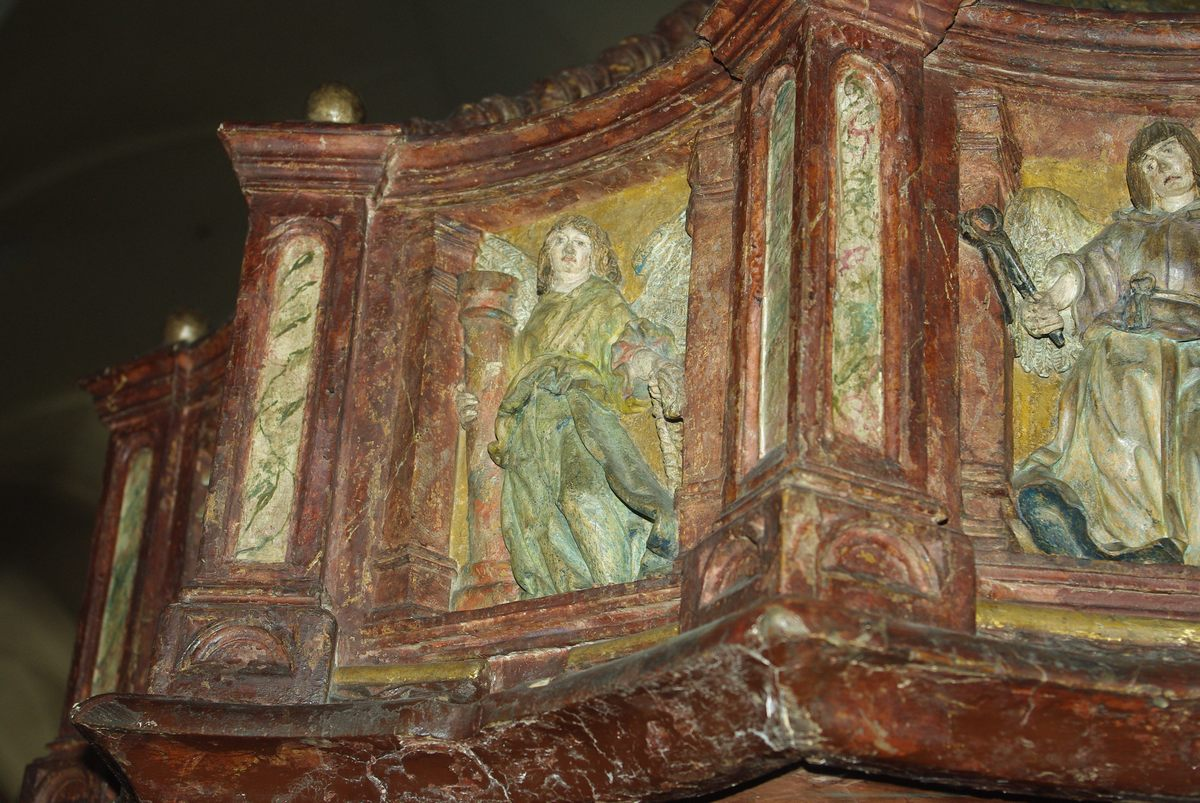
Geißelsäule
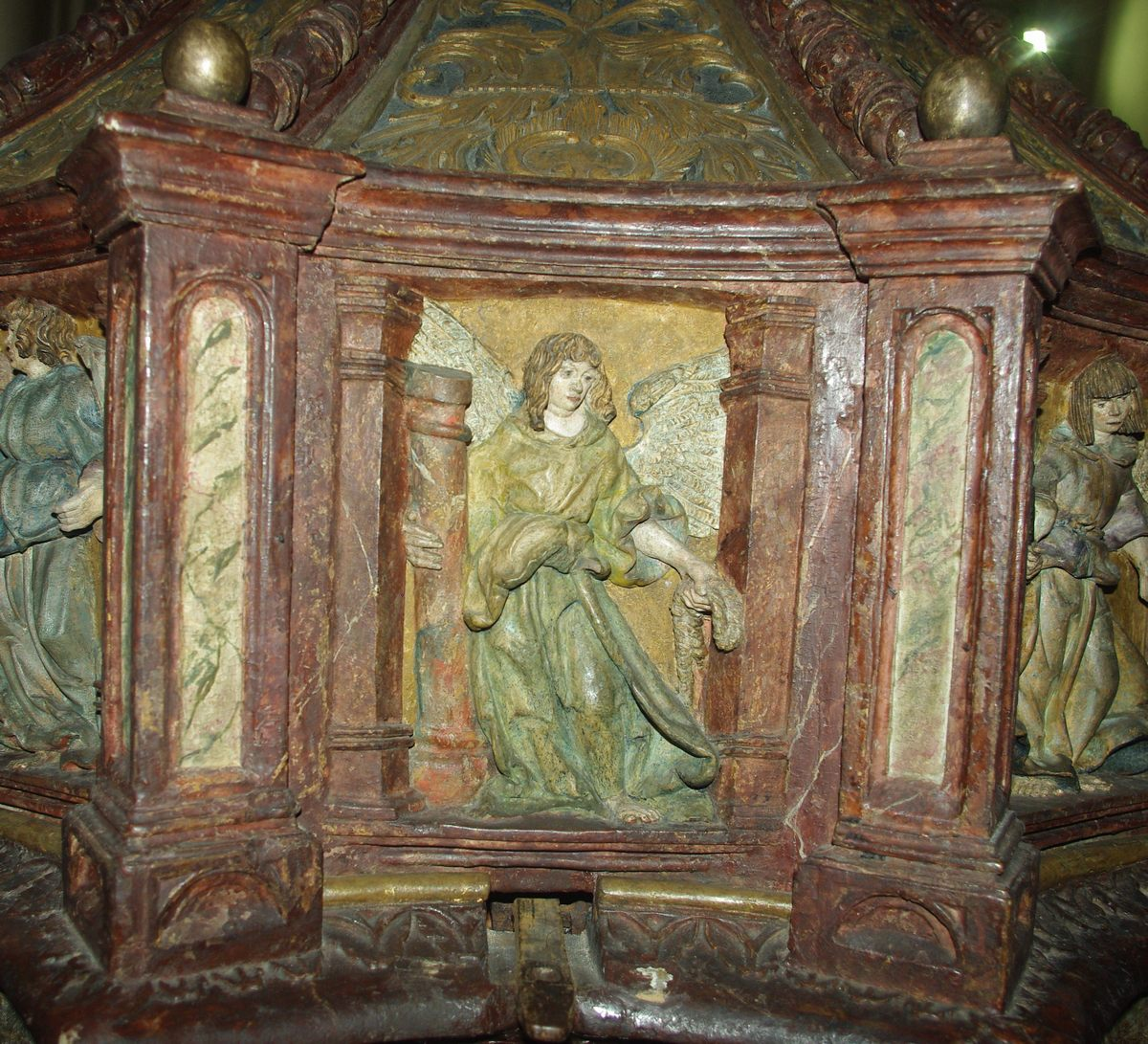
Geißelsäule und Strick
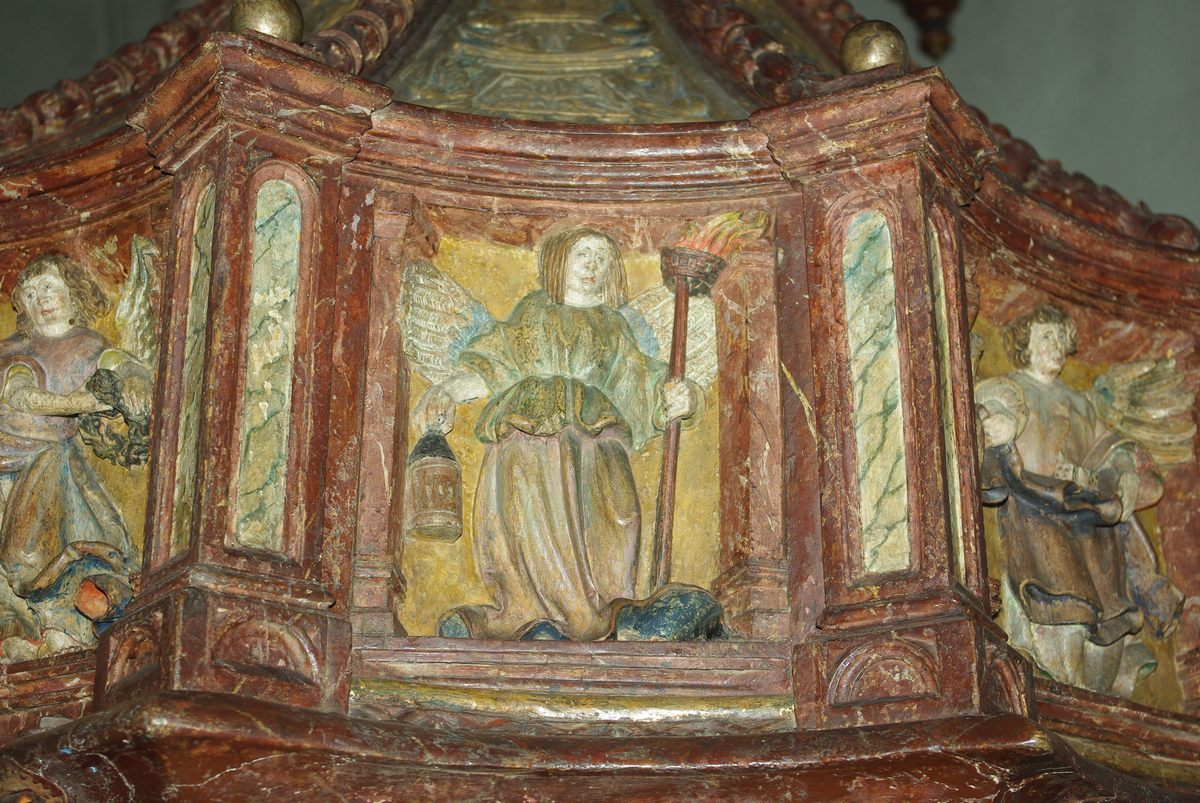
Laterne und Feuer
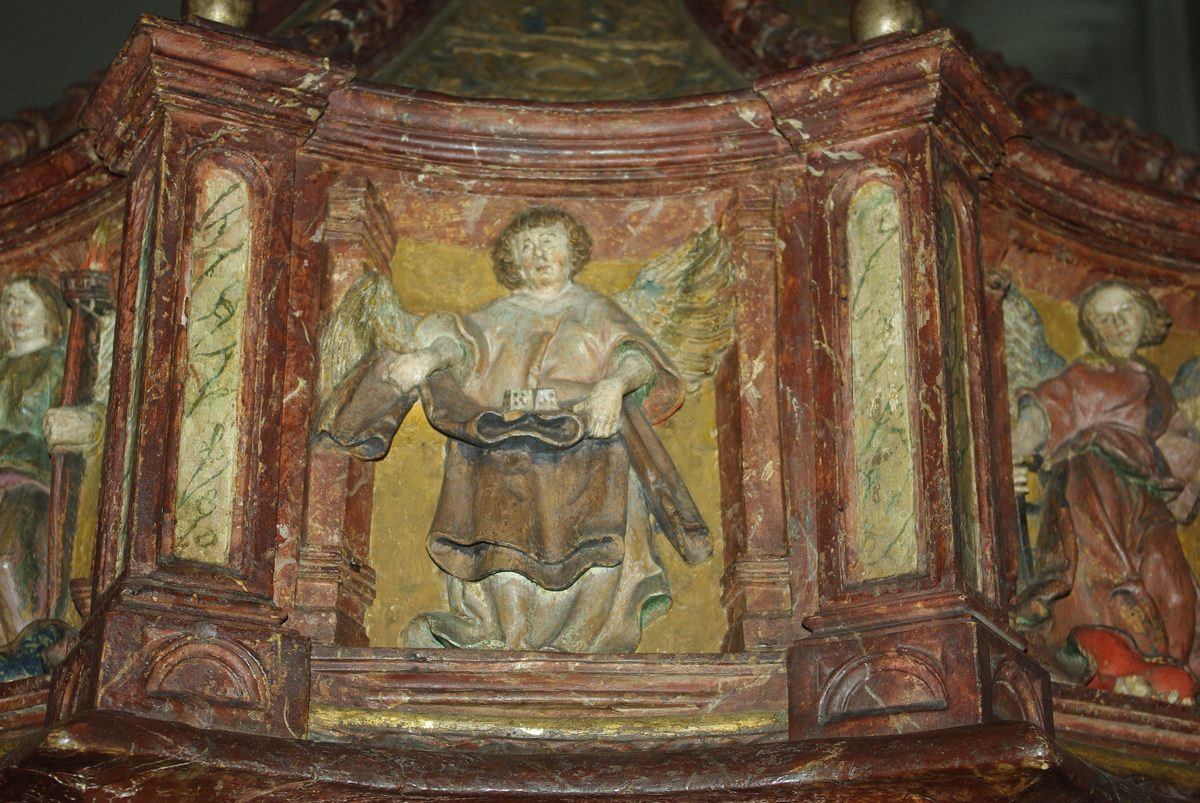
Würfel
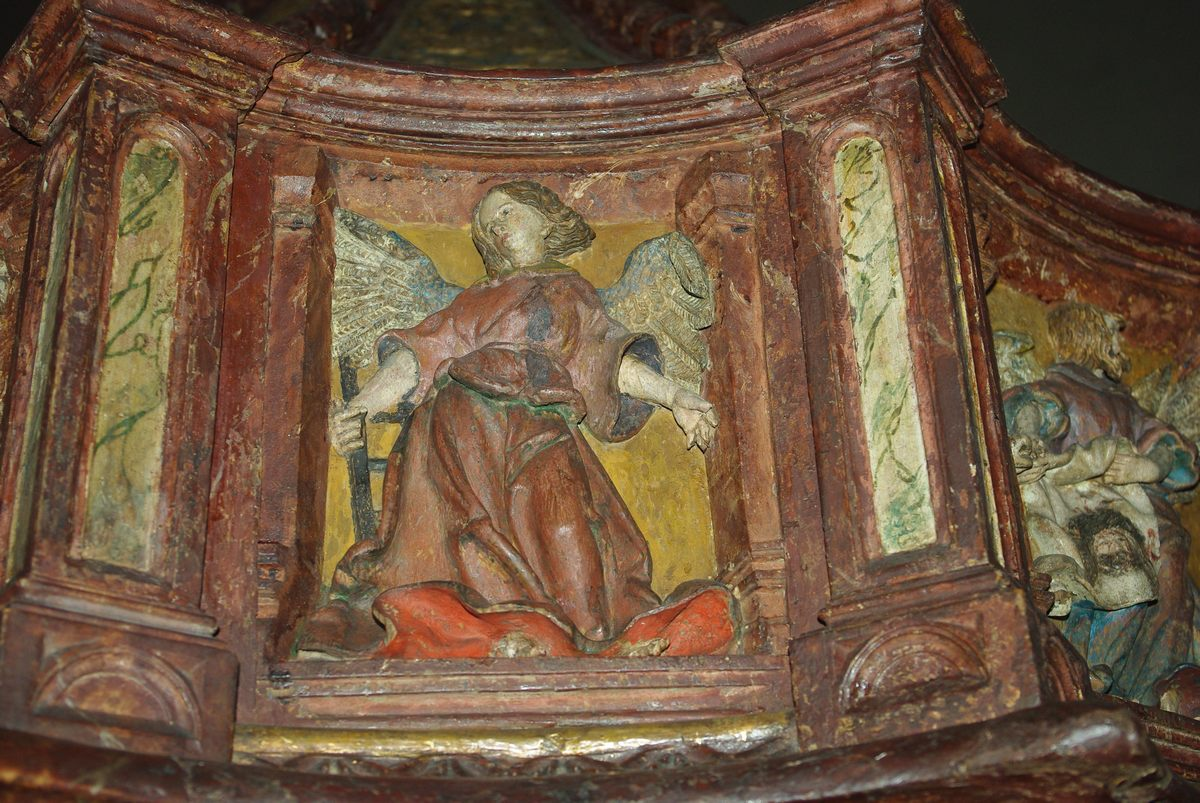
Leiter
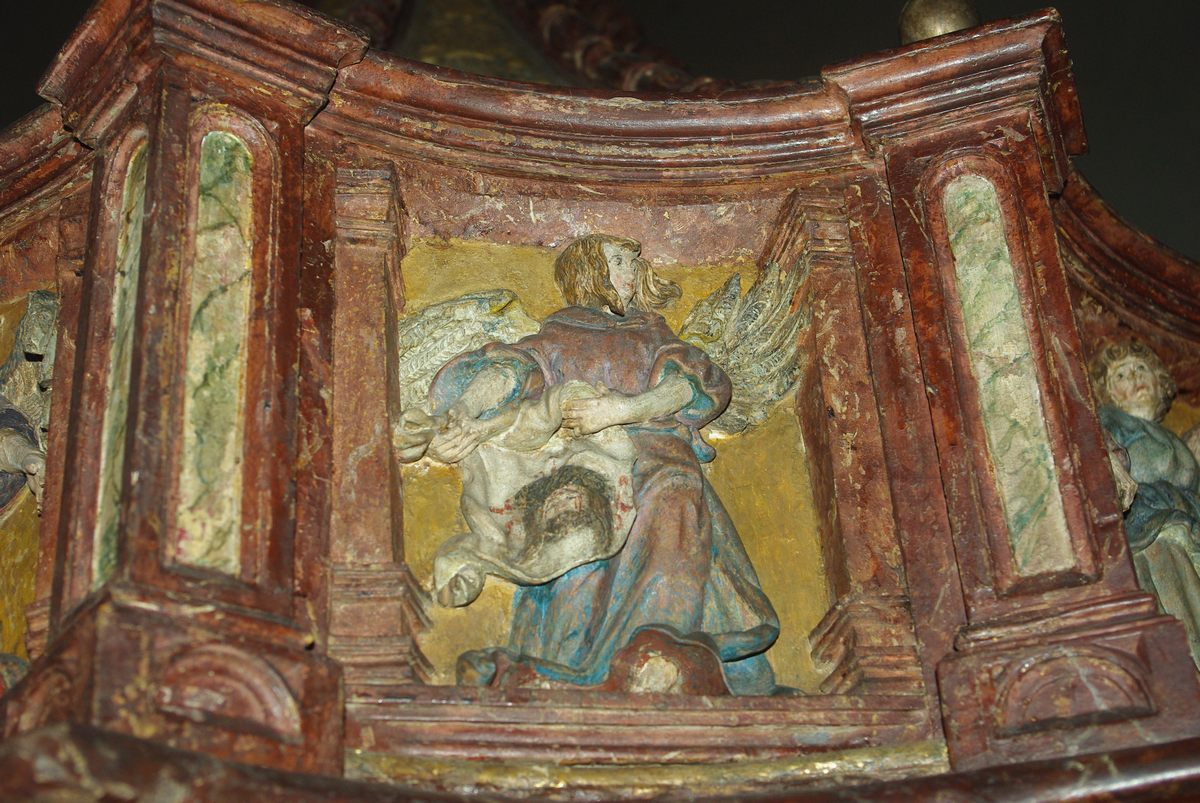
Schweißtuch

### Altäre
Außer dem recht jungen Hochaltar von 1962 hat die Kirche in den Seitenschiffen mehrere weitere Altäre, die – mit Ausnahme des Altars der Froschhamer Zunft – alle aus den Jahren 1875 und 1876 stammen.

#### Hochaltar

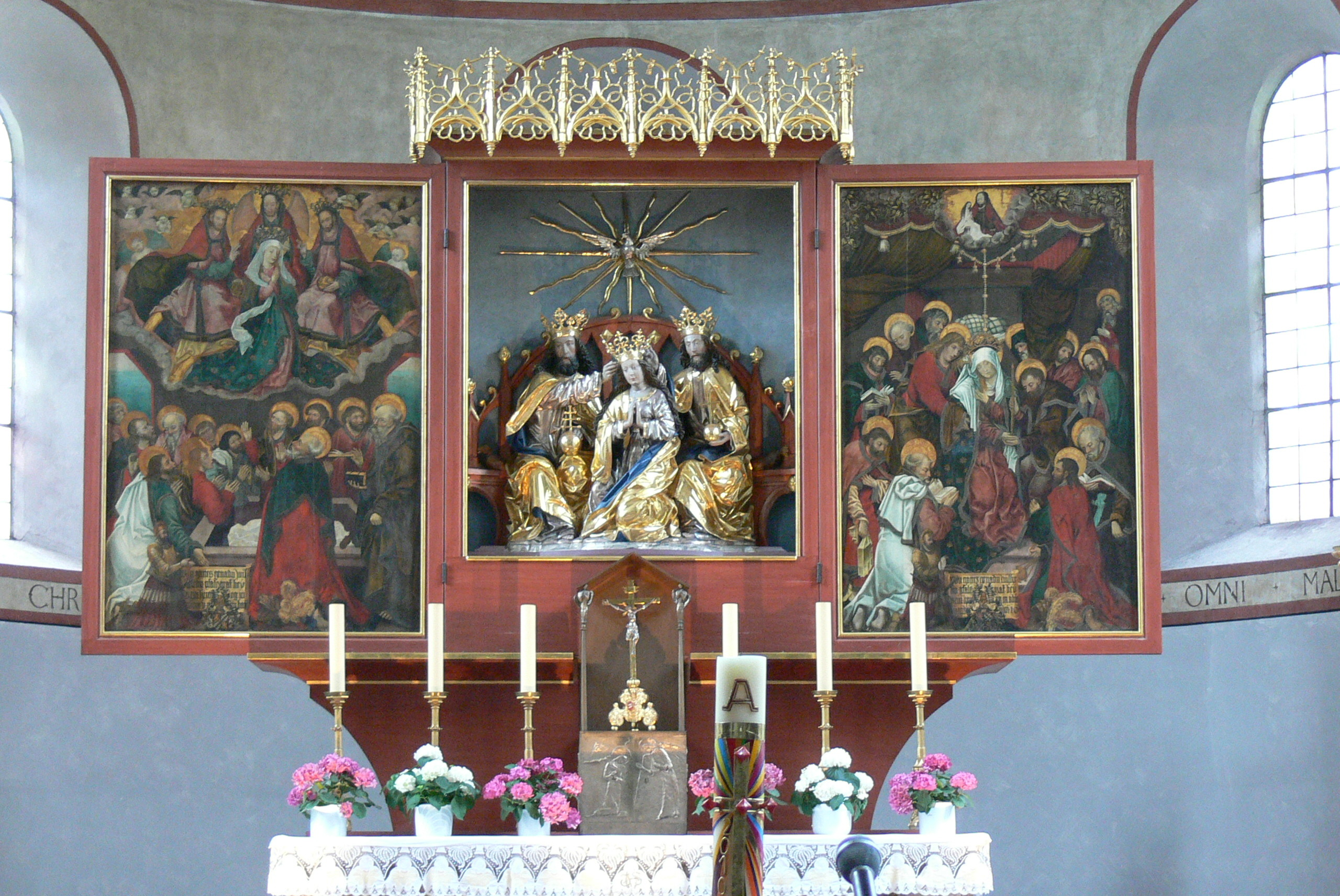
Hochaltar

Der Hochaltar stammt aus dem Jahr 1962, die Mensa aus dem 17. Jahrhundert. Ein moderner Schrein bewahrt eine Krönung Mariens durch die Heilige Dreifaltigkeit, gegen 1520, Inntaler Schule aus Riedering bei Rosenheim, Fassung original, 1935 restauriert und ergänzt. Unter anderem wurde der geschnitzte Heilige Geist 1935 hinzugefügt. Maria kniet mit gefalteten Händen demütig zwischen Gottvater und Gott Sohn, die jeweils mit der Rechten der Gottesmutter die Krone reichen; in der Linken tragen sie das Zeichen der göttlichen Herrschaft, Reichsapfel mit Kreuz. Als Flügel hängen die auf Holz gemalten Tafelbilder von Niclas Horverk, sie zeigen den Heimgang und die Aufnahme Mariens in den Himmel. Die Tafelbilder sind Stiftungsgaben Herzog Wilhelms IV. von Bayern und auf 1516 datiert.

#### Antoniusaltar
Der neugotische Antoniusaltar befindet sich im 4. Joch des südlichen Seitenschiffs. Dieser wurde 1876 von Adalbert Sickinger aus München geschaffen, das Bild des Altarpatrons stammt von August Heß. Die Assistenzfiguren stellen links den hl. Benno oder den hl. Ulrich, rechts den hl. Korbinian und im Gesprenge des Auszugs den hl. Florian dar. Alle Figuren wurden aus Lindenholz geschnitzt. Die neugotischen Leuchter gestaltete Carl Haring aus Salzburg.

#### Josefsaltar
Der Josefsaltar befindet sich an der Stirnseite des südlichen Seitenschiffs und wurde von Johann Marggraff 1875 als Dreifigurenretabel mit gelbbraun-grauer Fassung und vergoldeten Ornamenten geschaffen. Gestiftet wurde der Altar von Baron Karl Karg von Bebenburg, dessen Wappen an der Nordseite der Predella angebracht ist. In der Mitte der hl. Josef als Altarpatron, seitlich links der hl. Sebastian, auf Wunsch des Stifters, der ein passionierter Jäger war, der hl. Hubertus rechts und im Auszug der thronende Gottvater.

#### Altar der Froschhamer Zunft
Der Altar der Froschhamer Zunft ist der letzte Altar der barocken Einrichtung des 17. Jahrhunderts und befand sich – bevor dieser in das zweite Joch des nördlichen Seitenschiffes verlegt wurde – an der Stirnwand der heutigen Werktagskapelle. Der Altar wurde zwischen 1673 und 1675 von dem Bildhauer Jacob Gerold und dem Schreiner Marthin Khrainer – beide aus Salzburg – angefertigt. Die Fassung stammt von Rupprecht Schweindl aus Altenmarkt, das Altarbild malte 1672 Dionys Paur aus Kremsmünster. Heute ist der Altar nur noch ein Torso, ursprünglich betrug die Höhe ab der Mensa neun Meter. Das Altarbild zeigt die Kreuzabnahme Jesu mit den Frauen und Johannes auf der rechten und Nikodemus mit Josef von Arimathäa auf der linken Seite vor der Landschaft mit Jerusalem. Gemaltes Pflanzenwerk ist über den gesamten Altar verteilt, an der Mensaverkleidung ist links ein Wappen mit der Inschrift Agnus Dei und rechts mit Dona pacem angebracht. Die Anbetungsengel auf den seitlichen Konsolen stammen aus der zweiten Hälfte des 19. Jahrhunderts, die sitzenden Engel auf dem Gebälk und die Leuchter stammen aus dem 17. Jahrhundert. Am Boden befinden sich zwei neugotische Leuchter, ebenfalls aus der zweiten Hälfte des 19. Jahrhunderts, der Fuß wurde 1940 verändert.

#### Herz-Jesu-Altar
An der Stirnseite des nördlichen Seitenschiffs, direkt neben dem Zugang zur Werktagskapelle, befindet sich der Herz-Jesu-Altar von Adalbert Sickinger aus München aus dem Jahr 1876. Er wurde von Gräfin Maria von Dietrichstein aus Wien gestiftet, ihr Wappen findet sich an der Südseite der Predella. An der Verkleidung der Mensa befinden sich drei Füllungen mit Maßwerkdekor, in der Predella Reliefs von Jesus am Ölberg links sowie Thomas vor dem auferstandenen Herrn rechts. Als Assistenzfiguren sind links eine Statue des hl. Dominikus sowie rechts eine Statue der Katharina von Siena platziert und im reichen Baldachin des Auszugs der hl. Stephanus.

#### Altar zu Ehren der unbefleckten Empfängnis
Der Altar zu Ehren der unbefleckten Empfängnis Mariens befindet sich im nördlichen Seitenschiff und wurde 1876 durch Adalbert Sickinger aus München geschaffen, das Altarbild stammt von August Heß. An dieser Stelle stand früher der Altar der Froschhamer Zunft. Als Assistenzfiguren links Notburga und rechts Leonhard. Oben unter krönendem Baldachin eine heilige Frau, die vermutlich die heilige Anna darstellt. Der Sockel von 1740 ist im Rokokostil gehalten, in der Sockelnische befindet sich eine Reliquie des hl. Zeno.

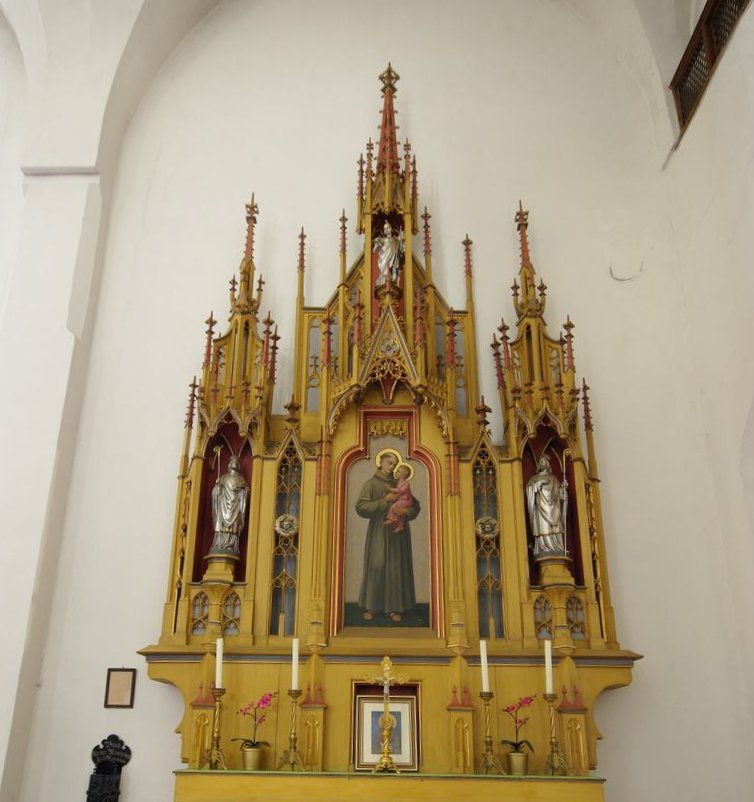
Antoniusaltar
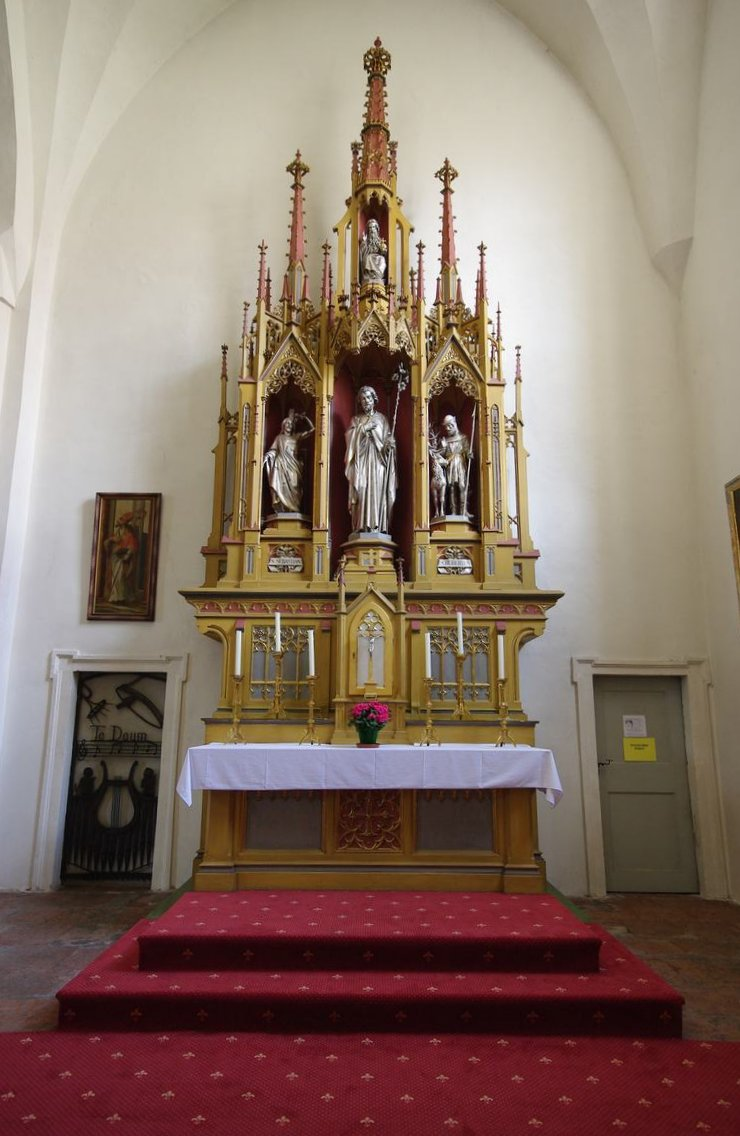
Josefsaltar
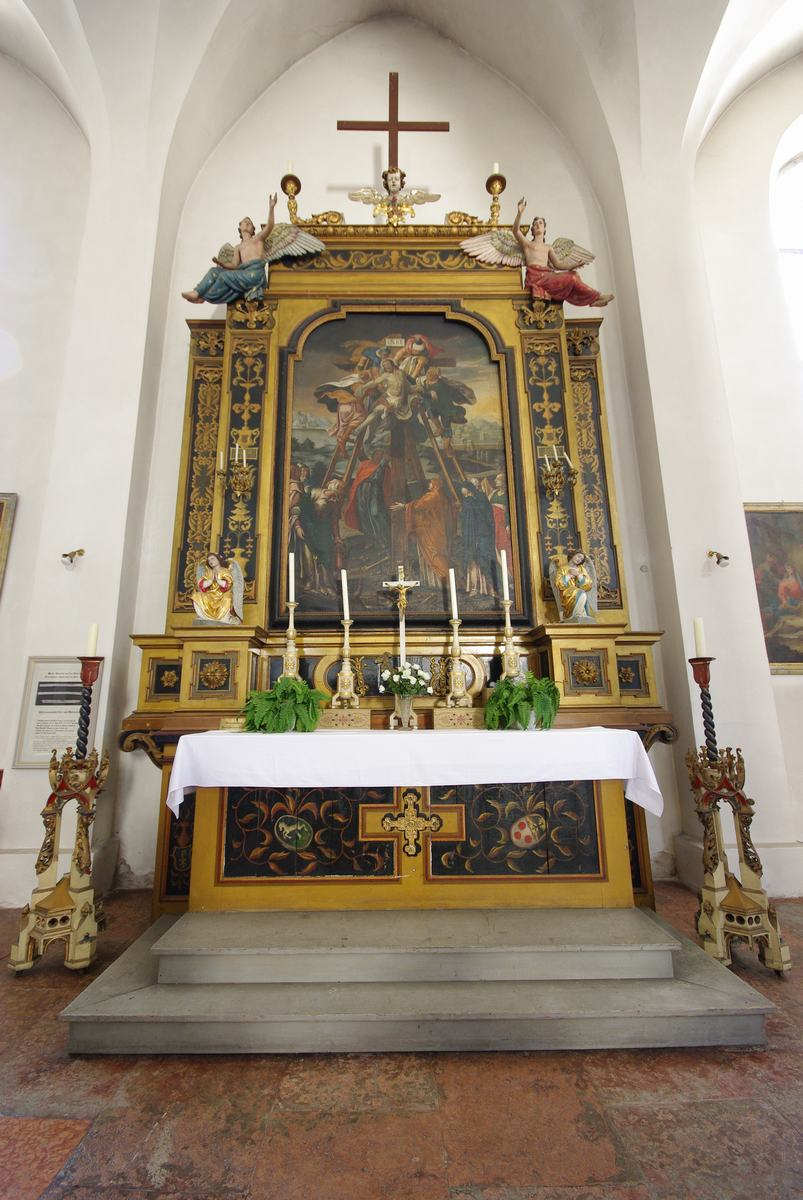
Altar der Froschhamer Zunft
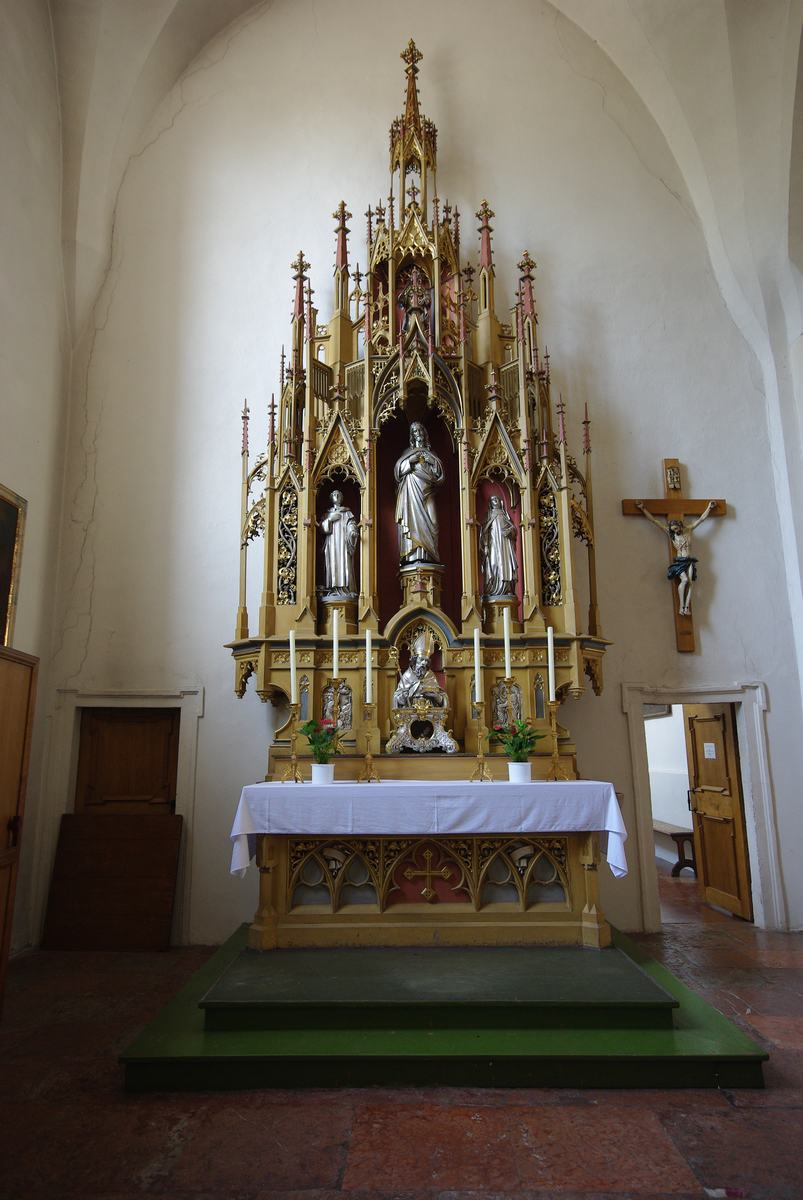
Herz-Jesu-Altar
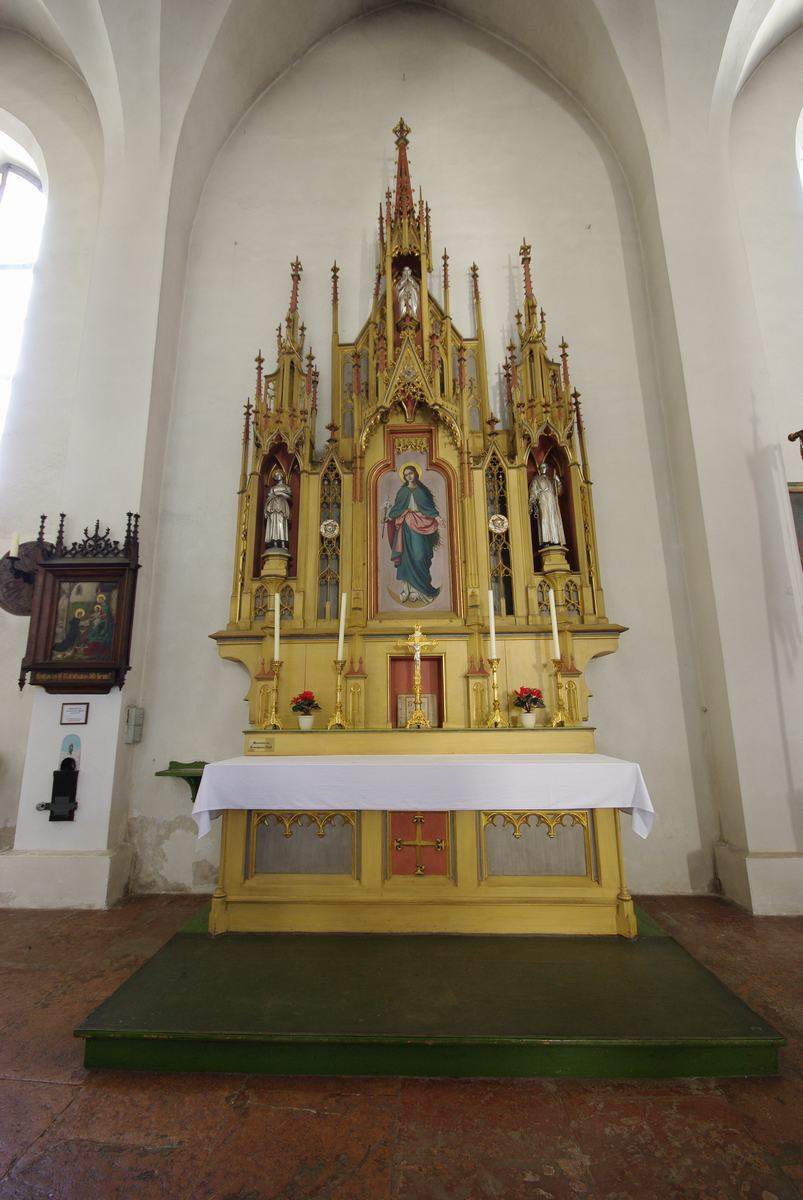
Altar zu Ehren der unbefleckten Empfängnis

### Chorgestühl

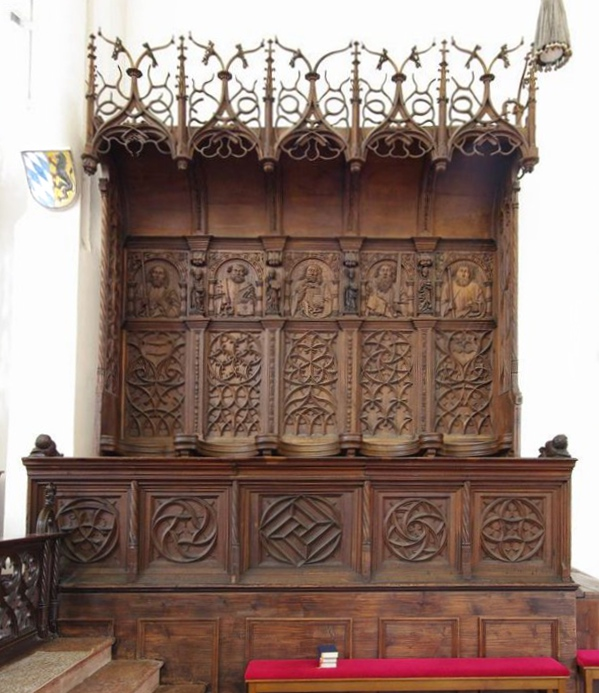
Rechtes Chorgestühl (Propststuhl)

Das Chorgestühl im mittleren und unteren Chor war wegen eines Lettners im unteren Chor früher anders platziert. Die achtstalligen Teile stehen an alter Stelle, zwei fünfstallige Teile standen nebeneinander an der Ostseite des Lettners. Der fünfteilige Propststuhl, der heute an der Südseite steht, stand ursprünglich im Chor und weist eine aufwendigere künstlerische Gestaltung als das restliche Gestühl auf. Nachdem der Lettner im 17. Jahrhundert abgebrochen und ein barocker Hochaltar errichtet worden war, erfolgte die heutige Aufstellung des Chorgestühls, bei der eines der fünfstalligen Teile keine Verwendung mehr fand.
Das Chorgestühl besteht aus Eichenholz. Die Vorderseite der Betpulte und die Rückseite über den Chorstallen sind in Felder aufgeteilt und mit verschiedenen Maßwerkreliefs verziert. Der Baldachin, der sich krönend über den Rückseiten wölbt, ist mit Sprengwerk verziert und läuft in Fialen aus. Die Figuren an der Vorderseite der Betpulte stellen Kinder und Tiere dar. Die Putten im Propststuhl halten Schriftbänder mit der Jahreszahl 1520 und JHS. Die figürlichen Darstellungen sind im Frührenaissancestil ausgeführt, im Propststuhl unter Arkaden die Halbfiguren Christi, zu beiden Seiten Petrus und Paulus, links außen Jakobus der Jüngere und rechts außen Jakobus der Ältere. Zwischen den fünf Reliefschnitzereien stehen als Vollfiguren vier Bischöfe, von links Augustinus, Wolfgang, Zeno und der hl. Martin.
Zum Chorgestühl gehören auch die beiden Lesepulte in Renaissanceformen mit den Jahreszahlen 1521, eines davon wird heute als Ambo verwendet.

### Orgeln

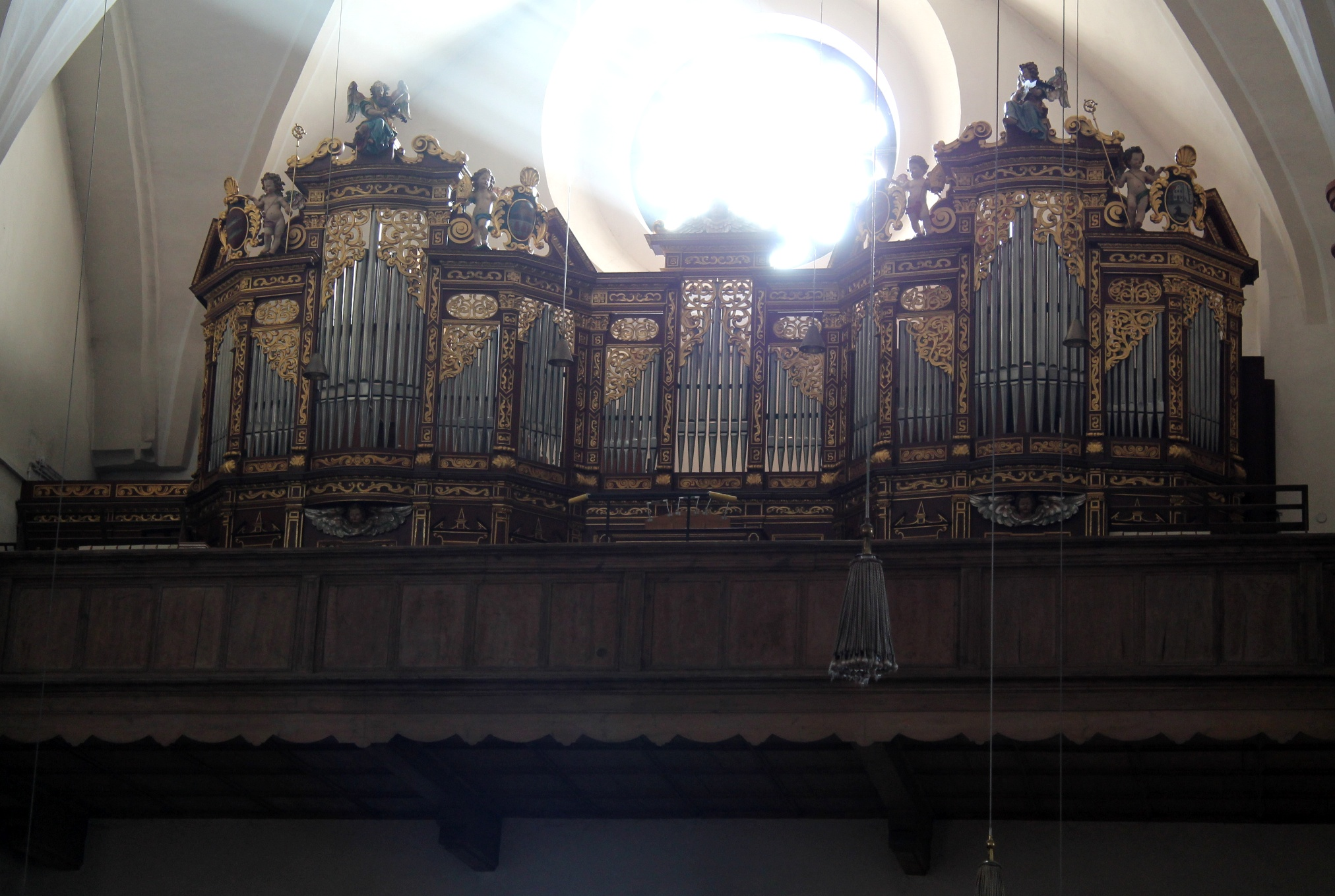
Hauptorgel aus den 1890er Jahren

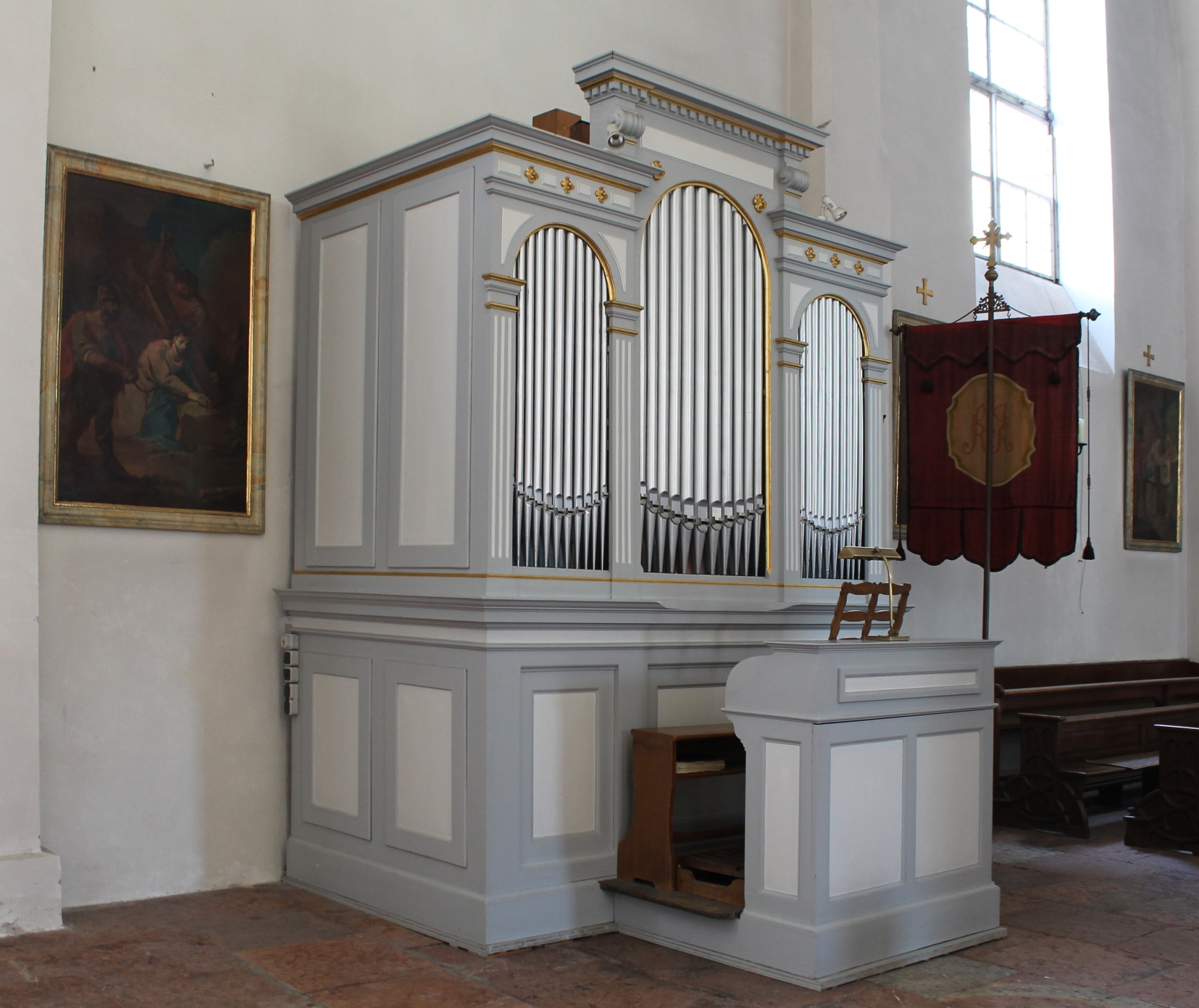
Augustinusorgel von 1890

Über die Geschichte der Orgeln der Kirche St. Zeno ist wenig bekannt. Unter Propst Bernhard II. Rottenwalder erbaute Paul Rotenburger aus Salzburg 1665 auf der neu errichteten Empore eine Orgel. Der dreizehnteilige Prospekt ist noch original erhalten und trägt die Propstwappen von Bernhard II. und Bernhard III. Elixhauser, während dessen Amtszeit die Orgel beim Brand von 1789 vermutlich beschädigt wurde. Die Jahreszahl 1523 auf einer Pfeife bezieht sich vermutlich auf die Chororgel, die in der zweiten Hälfte des 18. Jahrhunderts abgebrochen und auf die Westempore verlegt wurde.
Ab 1896 wurde eine neue Orgel im alten Prospekt für 23 Register auf drei Werken (zwei Manualen und Pedal) von Franz Borgias Maerz geplant und ausgeführt. Joseph Elsner erweiterte das Gehäuse. 1899 wurde die Orgel geweiht, 1928 erweitert und 1994 – fast hundert Jahre nach der Erbauung – von Hartwig Späth restauriert.
| I. Manual C–f3  |       |
| Bordun          | 16′   |
| Principal       | 8′    |
| Gamba           | 8′    |
| Tuba (Tibia)    | 8'    |
| Dolce           | 8′    |
| Traversflöte    | 8′    |
| Octav           | 4′    |
| Octav           | 2′    |
| Mixtur IV       | 2 ⁄3′ |
| Trompete (1928) | 8′    |

| II. Manual C–f3  |       |
| Geigenprinzipal  | 8′    |
| Lieblich Gedeckt | 8′    |
| Aeoline          | 8′    |
| Salizional       | 8′    |
| Fugara           | 4′    |
| Cornet III       | 2 ⁄3′ |
| Euphonia         | 8′    |

| Pedal C–d1    |     |
| Subbass       | 16′ |
| Prinzipalbass | 16′ |
| Violon        | 16′ |
| Cello         | 8′  |
| Octavbass     | 8′  |
| Posaune       | 16′ |

Koppeln: Manualkopplung, Manualoctavcopplung, Pedalkopplung I, Pedalkopplung II
Im Seitenschiff der Münsterkirche steht eine weitere Maerz-Orgel (1890, I/9), sie stammt aus der Pfarrkirche Mitterdarching bei Valley und wurde 1998 nach Bad Reichenhall übertragen. Diese Orgel wurde von Orgelbau Frenger & Eder aus Bruckmühl restauriert.
Ein einmanualiges Orgelpositiv in der Werktagskapelle wurde privat aus Orgelpfeifen der 1990 abgebrochenen Weise-Orgel der Pfarrkirche St. Nikolaus Bad Reichenhall gebaut.

### Glocken
Im wuchtigen Turm von St. Zeno hängen fünf Glocken des Glockengießers Johann Baptist Oberascher in Salzburg. Sie bilden ein äußerst wertvolles Ensemble aus einer Hand. Die Glocken 1–4 waren bereits auf dem Hamburger Glockenfriedhof, kamen aber unversehrt zurück.
| Nr. | Patron                      | Gussjahr | Durchmesser | Gewicht | Nominal | Inschrift (mit Übersetzung) |
| --- | --------------------------- | -------- | ----------- | ------- | ------- | --- |
| 1   | St. Zeno                    | 1790     | 157 cm      | 2200 kg | c1 +7   | CINERES ET BVSTA RECENS, AD NVMINIS ARAS SANCTI ZENONIS CONVOCO CHRISTICOLAS. Nach Vernichtung und Brand rufe ich die Christen an die Altäre Gottes von St. Zeno.                                                                            |
| 2   | St. Augustinus              | 1791     | 126 cm      | 1146 kg | e1 –1   | AVGVSTINE! TVOS RESONANT MEA SIGNA TRIVMPHOS, QVAMQVE CANO LAVDEM, SVRGAT AD ASTRA DEI. Augustinus, meine Inschrift zeugt von deinen großen Taten, während ich das Lob singe, das zu den Himmeln Gottes emporsteigt.                         |
| 3   | Maria                       | 1791     | 104,5 cm    | 575 kg  | g1 ±0   | QVA QVONDAM ANGELICO TIBI VENIT AB ORE, SALVTEM TER TIBI VIRGO PARENS! NVNTIO QVOTIDIE. Wie einst dir aus dem Mund des Engels der Gruß gesprochen wurde, grüße auch ich dich dreimal täglich, jungfräuliche Mutter.                          |
| 4   | St. Sebastian & St. Florian | 1791     | 78 cm       | ?       | c2 +6   | NOBILE AR FRATRVM, PRO CHRISTI NOMINE PASSVM ARCE PROCVL FLAMMAS, HINC PROCVL ARCE LVEM. Gepriesen das Brüderpaar, das für den Namen Christi den Märtyrertod starb. Haltet künftig die Flammen fern und schützt uns von nun an vor der Pest! |
| 5   | St. Monika                  | 1791     | 62,5 cm     | 125 kg  | e2 ±0   | LVCRATA ES NATVM LACHRYMIS SACTISSIMA MATER! AT NATI NATOS REDDE POLO PRECIBVS Ungemein gewinnbringend bist du, allerheiligste Mutter! Trage du dem Himmel unsere Bitten vor!                                                                |

Uhrschlag auf den Glocken 3 & 1. Angelusglocke ist Glocke 2. Werktagsmesse & Requiem: 4+3. Sonntagsmesse: 4+3+2, Hochfeste: Plenum, Sonntageinläuten: 4+3+2+1.

## Kirchenkrippe

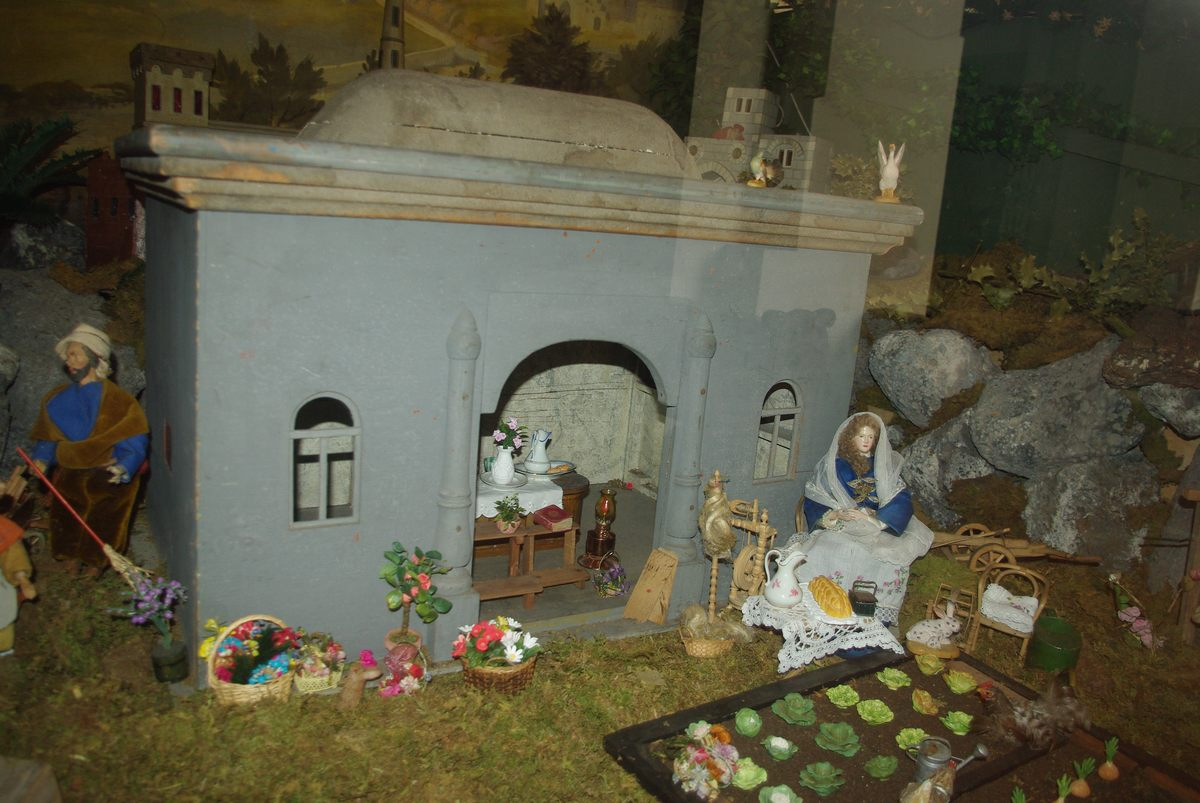
Kirchenkrippe, Darstellung „Haus Nazareth“

Im südlichen Seitenschiff steht die Kirchenkrippe, die – seit einigen Jahren ganzjährig – verschiedenste biblische Szenen zeigt. Mit vielen hundert Figuren, Tieren und kleinsten Gegenständen stellt die Krippe wichtige Stationen im Leben Jesu nach. Dazu zählen unter anderem die Herbergssuche, die Geburt Christi, die Heiligen Drei Könige, die Flucht nach Ägypten, die Hochzeit zu Kana, das Zusammentreffen mit den Schriftgelehrten im Tempel und Szenen aus der Schreinerwerkstatt Josefs in Nazareth. Die Einrichtung mit einer großen Höhle, dem Tempel, einer Schreinerwerkstatt, mehreren Burgen und mehreren Ölgemälden ist aufwendig. Um die Betreuung und den Aufbau der Krippe kümmert sich seit vielen Jahren die in St. Zeno ansässige Froschhamer Zunft. In den 1980er Jahren gelang es Anton Schmidberger, dem damaligen Oberzechpropst (Schriftführer) der Zunft, die Krippe durch ein mechanisch betriebenes Christkind zu ergänzen. Es handelt sich dabei um ein mechanisches Spielwerk, das ein Christkind aus einem Tempel herausbewegt, sich bekreuzigen lässt und wieder zurück in den Tempel bringt. Ein ähnliches Spielwerk gab es auch früher schon in St. Zeno, das jedoch im Laufe der Jahre verloren ging. Die Einnahmen aus dem Spielwerk betragen bereits weit über 10.000 EUR, die an die Deutsche Lepra- und Tuberkulosehilfe gespendet wurden.

## Kreuzgang

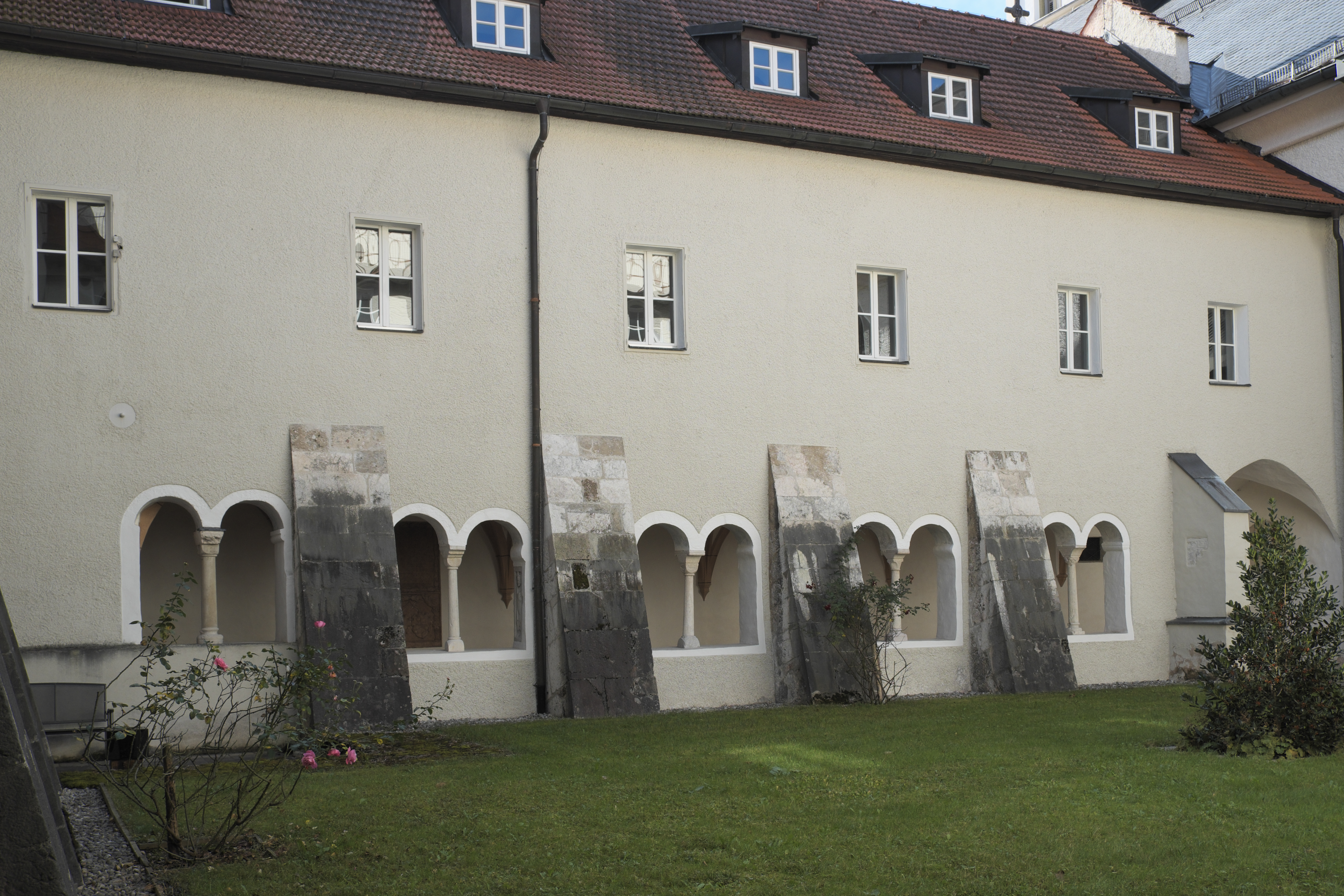
Kreuzgang

Der Kreuzgang des Klosters wurde Ende des 12. Jahrhunderts im romanischen Stil erbaut. Ursprünglich war dieser – wie auch die Kirche – mit einer flachen Holzdecke ausgestattet, welche in der zweiten Hälfte des 14. Jahrhunderts durch ein gotisches Kreuzrippengewölbe mit individuell gestalteten Schlusssteinen ersetzt wurde. Dennoch sind wesentliche Teile des romanischen Kreuzganges erhalten, neben den 60 bis 100 cm starken Mauern unter anderem zweigeteilte Fensterarkaden, Säulen mit Blattwerkkapitellen und Flechtwerkornamentik, zwei Portale aus Untersberger und Adneter Marmor sowie das Tor zum ehemaligen Kapitelsaal. In einen Steinquader in der Mitte des westlichen Flügels an der Ecke eines Fensterpfeilers ist ein Relief des Kaisers Friedrich I. Barbarossa eingemeißelt. Nach der Säkularisation verfiel der Nordflügel des Kreuzgangs und musste Mitte des 19. Jahrhunderts abgerissen werden. In den Boden des Kreuzgangs sind zahlreiche Epitaphe eingelassen, größtenteils aus der Zeit um 1400.
Der restaurierte Kreuzgang kann im Zuge von Führungen besichtigt werden.

## Friedhof
Die Kirche wird eingeschlossen vom Friedhof St. Zeno, welcher der größte Friedhof im Bad Reichenhaller Talkessel ist. Der alte Teil des Friedhofs steht unter Denkmalschutz, dies schließt auch die Ummauerung, das Kriegerdenkmal und eine Grabsäule mit ein.